# Liste der Kulturdenkmale in Halle (Saale)/Altstadt
In der Liste der Kulturdenkmale in Halle (Saale)/Altstadt sind alle Kulturdenkmale der kreisfreien Stadt Halle (Saale) der Altstadt aufgelistet. Grundlage ist das Denkmalverzeichnis des Landes Sachsen-Anhalt, das auf Basis des Denkmalschutzgesetzes des Landes Sachsen-Anhalt vom 21. Oktober 1991 durch das Landesamt für Denkmalpflege und Archäologie Sachsen-Anhalt erstellt und seither laufend ergänzt wurde.

## Kulturdenkmale

### Denkmalbereiche
| Lage | Bezeichnung       | Beschreibung | Erfassungs- nummer | Ausweisungsart                    | Bild           |
| --- | ----------------- | --- | ------------------ | --------------------------------- | -------------- |
| Alter Markt 1 bis 12, 14, 18, 24 bis 29, 31 bis 34 und weitere Häuser (Karte)                                                                                                   | Altstadt          | Altstadt Historischer Stadtkern innerhalb der ehemaligen Befestigung mit Markt und Altem Markt als zentralen Platzensembles, prägend der dichte, von bemerkenswerten mittelalterlichen und frühneuzeitlichen Bauten durchsetzte, durchweg sehr repräsentative Baubestand des späten 19. und frühen 20. Jahrhunderts, darunter vorzügliche Beispiele der Neugotik, des Neubarock, der Neurenaissance und des Jugendstils                            | 094 04524          | Denkmalbereich                    | Altstadt       |
| Alter Markt 1 bis 12, 14, 17, 18, 24 bis 29, 31 bis 34 (Karte) | Marktplatz        | Marktplatz Einer der ältesten Siedlungskerne der Stadt mit zum Teil noch erhaltener mittelalterlicher Bausubstanz und repräsentativen platzbildprägenden Bürgerhäusern des 16. bis 19. Jahrhunderts. Zeitweise als eigener Denkmalbereich unter der Erfassungsnummer 094 75003 geführt. | 094 04524 001      | Teilobjekt eines Denkmalbereichs  | Weitere Bilder |
| Am Bauhof 2 (Karte) | Gasse             | Gasse Sackgasse im rechten Winkel zur unteren Leipziger Straße, benannt nach dem 1488 dort errichteten Materialsammelplatz der Stadt für öffentliche Gebäude, heute mit vorwiegend gründerzeitlicher Bebauung. Zeitweise als eigener Denkmalbereich unter der Erfassungsnummer 094 80073 geführt. | 094 04524 002      | Teilobjekt eines Denkmalbereichs  | Weitere Bilder |
| An der Marienkirche 1 bis 4, Marktplatz 11 (Karte) | Straßenzug        | Straßenzug Entlang der Südseite der Marktkirche St. Marien, vollständig besetzt mit aufwendig gestalteten gründerzeitlichen Verwaltungs- und Geschäftsbauten, bebaut 1880er Jahre. Zeitweise als eigener Denkmalbereich unter der Erfassungsnummer 094 96220 geführt. | 094 04524 003      | Teilobjekt eines Denkmalbereichs  | Weitere Bilder |
| An der Moritzkirche 6, 7, 8 (Karte) | Straßenzug        | Straßenzug Nach der gotischen Hallenkirche St. Moritz benannter Straßenzug, zum ältesten Teil Halles gehörende Verlängerung des Alten Marktes nach Westen, beherrscht von der Chorfassade der Kirche und Pfarrbauten. Zeitweise als eigener Denkmalbereich unter der Erfassungsnummer 094 13217 geführt. | 094 04524 004      | Teilobjekt eines Denkmalbereichs  | Weitere Bilder |
| Barfüßerstraße 6 bis 11, 13 bis 18, 20 (Karte) | Straßenzug        | Straßenzug Bereits im Mittelalter vorhandener Verbindungsweg zwischen nördlichem Stadtrand, Großer Steinstraße und Markt, einst Bebauung mit adligen Höfen, heute geprägt durch verschiedene stattliche Bürgerhäuser des Barocks und des Jugendstils. Zeitweise als eigener Denkmalbereich unter der Erfassungsnummer 094 12385 geführt. | 094 04524 005      | Teilobjekt eines Denkmalbereichs  | Weitere Bilder |
| Bärgasse 2 (Karte) | Gasse             | Gasse 1828 nach dem alten Gasthof „Zum Schwarzen Bären“ benannte kurze Gasse, heute charakterisiert durch Reste barocker Bebauung im Schatten der Marienkirche. Zeitweise als eigener Denkmalbereich unter der Erfassungsnummer 094 96705 geführt. | 094 04524 006      | Teilobjekt eines Denkmalbereichs  | Gasse          |
| Bechershof (Karte) | Straßenzug        | Straßenzug Nach der alten halleschen Familie Becher benannte schmale, rechtwinklige Straße auf mittelalterlichem Grundriss. Zeitweise als eigener Denkmalbereich unter der Erfassungsnummer 094 96707 geführt. | 094 04524 007      | Teilobjekt eines Denkmalbereichs  | Weitere Bilder |
| Bergstraße 1 bis 7 (Karte) | Straßenzug        | Straßenzug Nach dem nahegelegenen Jägerberg benannter Straßenzug zwischen Kleiner Ulrichstraße und Friedemann-Bach-Platz mit gründerzeitliche Bebauung in bedeutendem Umfang. Zeitweise als eigener Denkmalbereich unter der Erfassungsnummer 094 75101 geführt. | 094 04524 008      | Teilobjekt eines Denkmalbereichs  | Weitere Bilder |
| Bölbergasse 1 bis 4 (Karte) | Gasse             | Gasse Bereits im 15. Jahrhundert genannte Gasse zwischen Großer und Kleiner Ulrichstraße, gründerzeitlich bebaut. Zeitweise als eigener Denkmalbereich unter der Erfassungsnummer 094 96729 geführt. | 094 04524 009      | Teilobjekt eines Denkmalbereichs  | Weitere Bilder |
| Brüderstraße 2 bis 16 (Karte) | Straßenzug        | Straßenzug Nach dem hier ansässigen Rittergeschlecht von Pruve benannte Straße mit bedeutenden Resten repräsentativer Bebauung des 16.–19. Jahrhunderts. Zeitweise als eigener Denkmalbereich unter der Erfassungsnummer 094 75117 geführt. | 094 04524 010      | Teilobjekt eines Denkmalbereichs  | Weitere Bilder |
| Christian-Wolff-Straße 2, 4, 6, 8 (Karte) | Straßenzug        | Straßenzug Zeitweise als eigener Denkmalbereich unter der Erfassungsnummer 094 66083 geführt. | 094 04524 011      | Teilobjekt eines Denkmalbereichs  | Straßenzug     |
| Dachritzstraße 1 bis 13 (Karte) | Straßenzug        | Straßenzug Nach dem Dorf Dachritz, das den Namen einer Familie Dachritz trug, benannte alte westöstliche Verbindung zwischen Großer und Kleiner Ulrichstraße, gründerzeitliche Mietshaus- und Gewerbebebauung der nördlichen Straßenzeile geschlossen erhalten. Zeitweise als eigener Denkmalbereich unter der Erfassungsnummer 094 80196 geführt.                                                                                                 | 094 04524 012      | Teilobjekt eines Denkmalbereichs  | Weitere Bilder |
| Domplatz 1 bis 10 (Karte) | Platz             | Platz Nach dem an ihm gelegenen Dom zunächst Domkirchhof, dann Domplatz genannter Platz mit repräsentativer mittelalterlicher, barocker und spätklassizistischer Bebauung, seit dem 17. Jahrhundert in den heutigen Abmessungen. Zeitweise als eigener Denkmalbereich unter der Erfassungsnummer 094 80201 geführt. | 094 04524 013      | Teilobjekt eines Denkmalbereichs  | Weitere Bilder |
| Domstraße 1, 2, 3, 4, 5 (Karte) | Straßenzug        | Straßenzug Alter Verbindungsweg zwischen Domplatz und Hallorenring im Denkmalbereich Altstadt, zum Mühlgraben hin abfallend, geprägt durch die die gesamte westliche Straßenseite einnehmende Neue Residenz. Zeitweise als eigenes Baudenkmal unter der Erfassungsnummer 094 80203 geführt. | 094 04524 014      | Teilobjekt eines Denkmalbereichs  | Weitere Bilder |
| Flutgasse 1 bis 4 (Karte) | Straßenzug        | Straßenzug Nach den immer wiederkehrenden Saaleüberschwemmungen benannte mittelalterliche Gasse, Bestandteil des historischen Straßengrundrisses, die Westseite mit z. T. mittelalterlicher und frühneuzeitlicher Bebauung. Zeitweise als eigener Denkmalbereich unter der Erfassungsnummer 094 96797 geführt. | 094 04524 015      | Teilobjekt eines Denkmalbereichs  | Straßenzug     |
| Friedemann-Bach-Platz 1 bis 5 (Karte) | Platz             | Platz Ehemaliger Paradeplatz, beherrscht von imposanten Baukörpern der Moritzburg und des Physikalischen Instituts der Martin-Luther-Universität. Zeitweise als eigener Denkmalbereich unter der Erfassungsnummer 094 75131 geführt. | 094 04524 016      | Teilobjekt eines Denkmalbereichs  | Weitere Bilder |
| Graseweg 1 bis 16 (Karte) | Straßenzug        | Straßenzug Parallel zur Großen Klausstraße verlaufender alter Weg, nachgewiesen seit dem 16. Jh., am östlichen Ende der Straße platzartige Erweiterung mit dem letzten noch in Halle existierenden Fachwerkensemble des 16. und 17. Jh. Zeitweise als eigener Denkmalbereich unter der Erfassungsnummer 094 12406 geführt. | 094 04524 017      | Teilobjekt eines Denkmalbereichs  | Weitere Bilder |
| Große Brauhausstraße 1 bis 30, 30a, 31 (Karte) | Straßenzug        | Straßenzug Seit dem Mittelalter existierender und seit circa 1800 so benannter Straßenzug nach den hier ehemals gelegenen Brauereien, bebaut 17.–20. Jahrhundert. Zeitweise als eigener Denkmalbereich unter der Erfassungsnummer 094 13190 geführt. | 094 04524 018      | Teilobjekt eines Denkmalbereichs  | Weitere Bilder |
| Große Klausstraße 1 bis 22 (Karte) | Straßenzug        | Straßenzug Nach der 1569 abgebrochenen Nikolauskapelle benannte alte, leicht gewundene Verbindung zwischen Dom- straße und Markt; Wohnbebauung, zum Teil mit mittelalterlichem und frühneuzeitlichem Kern. Zeitweise als eigener Denkmalbereich unter der Erfassungsnummer 094 13213 geführt. | 094 04524 019      | Teilobjekt eines Denkmalbereichs  | Weitere Bilder |
| Große Märkerstraße 1 bis 27 (Karte) | Straßenzug        | Straßenzug Hinsichtlich der erhaltenen historischen Bausubstanz bedeutendster spätmittelalterlich-frühneuzeitlicher Straßenzug der Altstadt, um 1200 entstanden, besetzt mit anspruchsvollen Patrizierhäusern des 16. bis 19. Jahrhunderts, die ältesten Häuser mit mittelalterlicher Kernsubstanz. Zeitweise als eigener Denkmalbereich unter der Erfassungsnummer 094 70195 geführt.                                                             | 094 04524 020      | Teilobjekt eines Denkmalbereichs  | Weitere Bilder |
| Große Nikolaistraße 1 bis 12 (Karte) | Straßenzug        | Straßenzug Im Mittelalter eine bedeutende, nach dem ehedem dort existierenden Brachland „Schlamm“ genannte innerstädtische Straße, ab 1891 nach der ehemals dort stehenden Nikolauskapelle benannt, baulich geprägt von großen Hofanlagen, zum Teil aus der Barockzeit. Zeitweise als eigener Denkmalbereich unter der Erfassungsnummer 094 70202 geführt.                                                                                         | 094 04524 021      | Teilobjekt eines Denkmalbereichs  | Weitere Bilder |
| Große Ulrichstraße 1 bis 61 (Karte) | Straßenzug        | Straßenzug Nördliche Ausfallstraße des mittelalterlichen Straßennetzes, der kurvenreiche Straßenzug heute besetzt mit drei- bis viergeschossigen, aufwendig gestalteten Geschäftshäusern des späten 19. und frühen 20. Jh., in seiner Geschlossenheit unter den historischen Straßenbildern der Innenstadt das eindrucksvollste. Zeitweise als eigener Denkmalbereich unter der Erfassungsnummer 094 75028 geführt.                                | 094 04524 022      | Teilobjekt eines Denkmalbereichs  | Weitere Bilder |
| Großer Berlin 1 bis 14 (Karte) | Platz             | Platz Rechteckiger Platz an der Großen Brauhausstraße und dem südlichen Ende der Großen Märkerstraße, der südliche Abschluss des Platzes mit zum Teil platzbildbeherrschenden Barockhäusern. Zeitweise als eigener Denkmalbereich unter der Erfassungsnummer 094 12408 geführt. | 094 04524 023      | Teilobjekt eines Denkmalbereichs  | Weitere Bilder |
| Großer Sandberg 1 bis 16 (Karte) | Straßenzug        | Straßenzug Ab 1828 benannter, schon im Mittelalter existierender Weg in der südöstlichen Altstadt, charakteristische Reste der altstädtischen Bebauung, vornehmlich des 18. Jahrhunderts, sind erhalten. Zeitweise als eigener Denkmalbereich unter der Erfassungsnummer 094 17063 geführt. | 094 04524 024      | Teilobjekt eines Denkmalbereichs  | Straßenzug     |
| Gustav-Anlauf-Straße 1 bis 22 (Karte) | Straßenzug        | Straßenzug 1906 mit dem Neubau des Gerichts am Hansering angelegt, beherrscht von der Rückfront des neugotischen Landgerichtes und der südlichen Seite des Ratshofes. Zeitweise als eigener Denkmalbereich unter der Erfassungsnummer 094 96843 geführt. | 094 04524 025      | Teilobjekt eines Denkmalbereichs  | Straßenzug     |
| Gutjahrstraße (Karte) | Straßenzeile      | Straßenzeile Nach dem in der Oleariusstraße gelegenen Gutjahrbrunnen 1886 benannte Straße in der südlichen Altstadt, geprägt von dem straßenbildbeherrschenden Schulgebäude der Gutjahrschule. Zeitweise als eigener Denkmalbereich unter der Erfassungsnummer 094 96845 geführt. | 094 04524 026      | Teilobjekt eines Denkmalbereichs  | Straßenzeile   |
| Hackebornstraße 1 bis 4, 4a, 5 (Karte) | Straßenzug        | Straßenzug Kurze Straße der westlichen Altstadt, seit 1886 benannt nach dem ehemals hier gelegenen Solebrunnen „Hackeborn“, von aufwendig dekorierten Wohnhäusern geprägtes Straßenbild der Gründerzeit. Zeitweise als eigener Denkmalbereich unter der Erfassungsnummer 094 13134 geführt. | 094 04524 027      | Teilobjekt eines Denkmalbereichs  | Weitere Bilder |
| Hansering 1 bis 17 (Karte) | Straßenzug        | Straßenzug Ehemals Poststraße, promenadenartige, stark durchgrünte Wohn- und Geschäftsstraße, ab den 1870er Jahren angelegt auf dem Gelände der niedergelegten Befestigungsanlagen, bedeutendste städtebauliche Anlage des späten 19. Jahrhunderts in der Halleschen Innenstadt. Zeitweise als eigener Denkmalbereich unter der Erfassungsnummer 094 13234 geführt.                                                                                | 094 04524 028      | Teilobjekt eines Denkmalbereichs  | Weitere Bilder |
| Jägergasse 1, 2 (Karte) | Gasse             | Gasse Kurze westöstliche Verbindung zwischen Kleiner und Großer Ulrichstraße, historische Bebauung weitgehend geprägt von den gründerzeitlichen Hinterhäusern der Großen- und Kleinen Ulrichstraße, mittelalterlicher Gassencharakter gut nachvollziehbar. Zeitweise als eigener Denkmalbereich unter der Erfassungsnummer 094 80158 geführt. | 094 04524 029      | Teilobjekt eines Denkmalbereichs  | Weitere Bilder |
| Kanzleigasse 1, 2, 3 (Karte) | Straßenzug        | Straßenzug Nach der ehemaligen Kanzlei auf dem Domplatz ab 1828 benannte kurze Gasse auf altem Stadtgrundriss zwischen Kleiner Ulrichstraße und Domplatz. Zeitweise als eigenes Baudenkmal unter der Erfassungsnummer 094 96884 geführt. | 094 04524 030      | Teilobjekt eines Denkmalbereichs  | Weitere Bilder |
| Karzerplan (Karte) | Gasse             | Gasse Nach dem früher dort befindlichen Universitätskarzer benannte, kurze, rechtwinklige Gasse, Verbindung zwischen Hansering und Rathausstraße. Zeitweise als eigener Denkmalbereich unter der Erfassungsnummer 094 96888 geführt. | 094 04524 031      | Teilobjekt eines Denkmalbereichs  | Gasse          |
| Kaulenberg 1 bis 7 (Karte) | Gasse             | Gasse Alte, schmale Verbindung zwischen Großer Ulrichstraße und Universitätsring, baulich charakterisiert durch barocke Häuser mit zum Teil um 1900 überformten Fassaden. | 094 04524 032      | Teilobjekt eines Denkmalbereichs  | Weitere Bilder |
| Kleine Brauhausstraße 7, 8, 9, 11, 20, 21, 22 (Karte) | Straßenzug        | Straßenzug Nach den ehemals in großer Anzahl dort gelegenen Brauereien 1828 benannte Straße auf mittelalterlichem Grundriss, vorwiegend besetzt mit gründerzeitlichen, repräsentativen Mietshäusern des späten 19. Jahrhunderts. Zeitweise als eigener Denkmalbereich, noch mit der Nummer 7, unter der Erfassungsnummer 094 96892 geführt. | 094 04524 033      | Teilobjekt eines Denkmalbereichs  | Straßenzug     |
| Kleine Klausstraße 2, 3, 4, 5, 6, 14, 15, 16, 17, 18 (Karte) | Straßenzug        | Straßenzug Nach der ehemals dort befindlichen Nikolauskapelle benannter Straßenzug, Bebauung mit Wohn- und Geschäftshäusern bis in die Barockzeit zurückreichend, einige Häuser im Kern mittelalterlich, Um- und Ausbauten im 19. Jahrhundert. Zeitweise als eigener Denkmalbereich unter der Erfassungsnummer 094 15164 geführt. | 094 04524 034      | Teilobjekt eines Denkmalbereichs  | Weitere Bilder |
| Kleine Märkerstraße 1 bis 11 (Karte) | Straßenzug        | Straßenzug Im 19. Jahrhundert nach dem halleschen Geschlecht der Merklin benannter alter Straßenzug, baulich geprägt von Wohn- und Geschäftshäusern des 18. und 19. Jahrhundert in geschlossener Blockrandbebauung. Zeitweise als eigener Denkmalbereich unter der Erfassungsnummer 094 14669 geführt. | 094 04524 035      | Teilobjekt eines Denkmalbereichs  | Weitere Bilder |
| Kleine Marktstraße (Karte) | Straße            | Straße Straßengrundriss unter Denkmalschutz, nach dem dort ehemals morastigen Grund bis 1928 Schlamm, dann Kleine Nikolaistraße und seit 1950 Kleine Marktstraße genannte Verbindung zwischen Dachritz- und Großer Nikolaistraße. Zeitweise als eigener Denkmalbereich unter der Erfassungsnummer 094 96898 geführt. | 094 04524 036      | Teilobjekt eines Denkmalbereichs  | Weitere Bilder |
| Kleine Steinstraße 1 bis 8 (Karte) | Straßenzug        | Straßenzug Benannt nach dem ältesten steinernen Tor in Halle, heute geprägt von den imposanten Gebäuden des Amtsgerichtes (erbaut 1906) und der Städtischen Sparkasse (erbaut 1914/15) sowie barocken Wohnhäusern. Zeitweise als eigener Denkmalbereich unter der Erfassungsnummer 094 13439 geführt. | 094 04524 037      | Teilobjekt eines Denkmalbereichs  | Straßenzug     |
| Kleine Ulrichstraße 1 bis 24, 24a, 24b, 25 bis 37 (Karte) | Straßenzug        | Straßenzug Seit dem 15. Jahrhundert so benannt nach der 1531 abgebrochenen St.-Ulrich-Kirche, noch wesentlich geprägt vom mittelalterlichen Stadtgrundriss, von aufwendigen Gründerzeit- und Jugendstilhäusern sowie stattlichen barocken Wohnbauten. Zeitweise als eigener Denkmalbereich unter der Erfassungsnummer 094 14965 geführt. | 094 04524 038      | Teilobjekt eines Denkmalbereichs  | Weitere Bilder |
| Kleiner Sandberg 1 bis 11 (Karte) | Straßenzug        | Straßenzug Seit 1828 benannte schmale Gasse, geprägt von barocken Fachwerkhäusern und Wirtschafts- sowie Lagergebäuden aus dem 19. Jahrhundert. Zeitweise als eigener Denkmalbereich unter der Erfassungsnummer 094 96904 geführt. | 094 04524 039      | Teilobjekt eines Denkmalbereichs  | Weitere Bilder |
| Kleinschmieden 4, 6 (Karte) | Straßenzug        | Straßenzug Nach den hier seit dem 13. Jahrhundert ansässigen Handwerkern benannte kurze Verbindung zwischen Markt und Großer Steinstraße, heute wesentlich geprägt durch aufwendige gründerzeitliche Geschäftshäuser. | 094 04524 040      | Teilobjekt eines Denkmalbereichs  | Weitere Bilder |
| Kuhgasse 1 bis 10 (Karte) | Gasse             | Gasse Enge Gasse zwischen Großer Märkerstraße und Schmeerstraße im mittelalterlichen Straßennetz der Innenstadt, bebaut im Wesentlichen mit Wohnhäusern des 19. Jahrhunderts, der vorindustrielle Gassencharakter aber erhalten geblieben. Zeitweise als eigener Denkmalbereich unter der Erfassungsnummer 094 70110 geführt. | 094 04524 041      | Teilobjekt eines Denkmalbereichs  | Weitere Bilder |
| Kühler Brunnen (Karte) | Gasse             | Gasse Nach dem ehemals hier gelegenen Weinausschank „Zum Kühlen Brunnen“ benannte alte, schon im Mittelalter existierende, sehr schmale Gasse im Schatten des Patrizierhauses Kühler Brunnen mit Eingang vom Markt aus. Zeitweise als eigener Denkmalbereich unter der Erfassungsnummer 094 96909 geführt. | 094 04524 042      | Teilobjekt eines Denkmalbereichs  | Weitere Bilder |
| Kutschgasse 1 bis 5 (Karte) | Straßenzug        | Straßenzug Nach den hier bis ins 19. Jahrhundert ansässigen Fuhrunternehmen benannte schmale Gasse zwischen Altem Markt und Kleinem Berlin, schlichte Mietshäuser in Blockrandbebauung des 16.–19. Jahrhunderts. Zeitweise als eigener Denkmalbereich unter der Erfassungsnummer 094 16406 geführt. | 094 04524 043      | Teilobjekt eines Denkmalbereichs  | Weitere Bilder |
| Marktplatz 1 bis 23 (Karte) | Marktplatz        | Marktplatz Nördlich des Alten Marktes im 12. Jahrhundert im Zuge der Stadtbefestigung angelegtes neues städtisches Zentrum, insbesondere von der viertürmigen Marktkirche St. Marien, dem Roten Turm, Ratshof und Stadthaus beherrschtes Platzbild. Zeitweise als eigener Denkmalbereich unter der Erfassungsnummer 094 70165 geführt. | 094 04524 044      | Teilobjekt eines Denkmalbereichs  | Weitere Bilder |
| Mittelstraße 1 bis 5, 5a, 6 bis 21 (Karte) | Straßenzug        | Straßenzug Ab 1850 so benannte Gasse zwischen Großer Steinstraße und Schulstraße, früher Wohnort der Fleischer und Knochenhauer, Straßenensemble mit malerischer Bebauung, darunter bemerkenswerte Häuser des Barock, bebaut 17. bis frühes 20. Jahrhundert. Zeitweise als eigener Denkmalbereich unter der Erfassungsnummer 094 16416 geführt. | 094 04524 045      | Teilobjekt eines Denkmalbereichs  | Weitere Bilder |
| Moritzzwinger 6 bis 18 (Karte) | Straßenzug        | Straßenzug Zeitweise als eigener Denkmalbereich unter der Erfassungsnummer 094 66086 geführt. | 094 04524 046      | Teilobjekt eines Denkmalbereichs  | Weitere Bilder |
| Mühlberg 1 bis 4 (Karte) | Straßenzug        | Straßenzug Um die Mitte des 19. Jahrhunderts nach der Neumühle benannter, leicht gekrümmter, historischer Straßenzug auf zur Neumühle hin abfallendem Gelände. Zeitweise als eigener Denkmalbereich unter der Erfassungsnummer 094 96959 geführt. | 094 04524 047      | Teilobjekt eines Denkmalbereichs  | Straßenzug     |
| Mühlgasse 1 bis 4, 4a (Karte) | Straßenzug        | Straßenzug Bereits im 13. Jahrhundert bestehender, nach den Mühlen am gleichnamigen Graben benannter Straßenzug, den Domplatz auf abfallendem Gelände mit dem Mühlengrund verbindend. Zeitweise als eigener Denkmalbereich unter der Erfassungsnummer 094 96960 geführt. | 094 04524 048      | Teilobjekt eines Denkmalbereichs  | Weitere Bilder |
| Neunhäuser (Karte) | Straßenzug        | Straßenzug Alter Verbindungsweg zwischen Brüderstraße und Großer Steinstraße, um 1740 als Neue Häuser (= Neue Gasse) benannt, mit Häusern der Gründerzeit besetzt. Zeitweise als eigener Denkmalbereich unter der Erfassungsnummer 094 75158 geführt. | 094 04524 049      | Teilobjekt eines Denkmalbereichs  | Straßenzug     |
| Oleariusstraße 1, 1a, 1b, 2, 4a, 6, 6a, 7, 8, 9, 11, 12, 13 (Karte) | Straßenzug        | Straßenzug 1886 nach dem Theologen und Lokalhistoriker Gottfried Olearius benannte Straße im Westen der Altstadt, bebaut im Wesentlichen mit repräsentativen Mietshäusern der Gründerzeit. Zeitweise als eigener Denkmalbereich unter der Erfassungsnummer 094 75160 geführt. | 094 04524 050      | Teilobjekt eines Denkmalbereichs  | Weitere Bilder |
| Rannische Straße 1, 2, 4, 4a, 5 bis 11, 13 bis 23 (Karte) | Straßenzug        | Straßenzug Seit dem 12. Jahrhundert vom Alten Markt nach Süden führende Ausfallstraße, benannt nach dem südlich von Halle gelegenen Dorf Radewell, immer noch geprägt durch bedeutende Reste repräsentativer Bebauung der Renaissance, des Barock und des frühen 19. Jahrhunderts. Zeitweise als eigener Denkmalbereich unter der Erfassungsnummer 094 13233 geführt.                                                                              | 094 04524 051      | Teilobjekt eines Denkmalbereichs  | Weitere Bilder |
| Rathausstraße 1 bis 10, 12, 13a, 14, 15 (Karte) | Straßenzug        | Straßenzug Bis 1893 als Rathausgasse eine der 26 Gassen des alten Halle, im späten 19. Jh. zur repräsentativen Innenstadtstraße erweitert, in seiner vollständig erhaltenen, historisch gewachsenen Gestalt einer der schönsten Straßenräume der Innenstadt. Zeitweise als eigener Denkmalbereich unter der Erfassungsnummer 094 97002 geführt. | 094 04524 052      | Teilobjekt eines Denkmalbereichs  | Weitere Bilder |
| Salzgrafenstraße 1, 1a, 2 bis 6 (Karte) | Straßenzeile      | Straßenzeile 1886 benannt nach den die Gerichtsbarkeit bei den Salzsiedern im „Tal“ ausübenden Salzgrafen, gerade Straße mit repräsentativen Mietshäusern des Jugendstils und südliche Platzkante des Hallmarktes. Zeitweise als eigener Denkmalbereich unter der Erfassungsnummer 094 70115 geführt. | 094 04524 053      | Teilobjekt eines Denkmalbereichs  | Weitere Bilder |
| Salzstraße 1 bis 6 (Karte) | Straßenzug        | Straßenzug Ab 1900 nach den ehemals hier gelegenen Solebrunnen benannte, kurze Straße mit mittelalterlichem Straßengrundriss. Zeitweise als eigener Denkmalbereich unter der Erfassungsnummer 094 97037 geführt. | 094 04524 054      | Teilobjekt eines Denkmalbereichs  | Straßenzug     |
| Schlossberg 1, 2, 2a (Karte) | Straßenzug        | Straßenzug Frühestens im 16. Jahrhundert nach der Moritzburg benannter Straßenzug auf zu den Mühlen abfallendem Gelände, Verbindung zwischen Mühlengrund und Moritzburg. Zeitweise als eigenes Baudenkmal unter der Erfassungsnummer 094 97043 geführt. | 094 04524 055      | Teilobjekt eines Denkmalbereichs  | Straßenzug     |
| Schmeerstraße 1 bis 28 (Karte) | Straßenzug        | Straßenzug Eine der ältesten Straßen Halles mit besonders vielfältiger historischer Bebauung, benannt nach den hier ansässigen Schweineschlächtern, geprägt von aufwendigen gründerzeitlichen Wohn- und Geschäftshäusern, in der nördlichen Straßenhälfte Bürgerhäuser des 16.–18. Jahrhunderts. Zeitweise als eigener Denkmalbereich unter der Erfassungsnummer 094 70124 geführt.                                                                | 094 04524 056      | Teilobjekt eines Denkmalbereichs  | Weitere Bilder |
| Dreyhauptstraße, Schülershof 1 bis 17 (Karte) | Straßenzug        | Straßenzug Nach einem alten, bereits Ende des 13. Jahrhunderts genannten Hof der halleschen Familie Schüler benannter Straßenzug, städtebaulich markant der Rote Turm als Point de vue im Norden. Zeitweise als eigener Denkmalbereich unter der Erfassungsnummer 094 97045 geführt. | 094 04524 057      | Teilobjekt eines Denkmalbereichs  | Weitere Bilder |
| Schulstraße 6 bis 9, 9a, 10 bis 13 (Karte) | Straßenzug        | Straßenzug 1893 von „Schulgasse“ zu „Schulstraße“ umbenannte Straße, benannt nach dem im ehemaligen Barfüßerkloster untergebrachten Lutherschen Stadtgymnasium, bebaut mit barocken und repräsentativen gründerzeitlichen Wohn- und Geschäftshäusern. Zeitweise als eigener Denkmalbereich unter der Erfassungsnummer 094 70126 geführt. | 094 04524 058      | Teilobjekt eines Denkmalbereichs  | Weitere Bilder |
| Spiegelstraße 5, 7 (Karte) | Straßenzug        | Straßenzug Alter, nach den dort angesiedelten Spielleuten benannter Straßenzug, bebaut mit Mietswohnhäusern aus dem 18. und 19. Jahrhundert (im Kern zum Teil älter). Zeitweise als eigener Denkmalbereich, noch als Spiegelstraße 1 bis 13, unter der Erfassungsnummer 094 14566 geführt. | 094 04524 059      | Teilobjekt eines Denkmalbereichs  | Weitere Bilder |
| Steinbockgasse (Karte) | Straßenzug        | Straßenzug Zeitweise als eigener Denkmalbereich unter der Erfassungsnummer 094 97055 geführt. | 094 04524 060      | Teilobjekt eines Denkmalbereichs  | Straßenzug     |
| Sternstraße 1, 2, 3, 4, 5, 6, 7, 8, 9, 10, 11, 12, 13, 14, 15, 16 (Karte) | Straßenzug        | Straßenzug Nach dem ehemaligen Gasthof „Zum goldenen Stern“ benannte, um 1890 entstandene Straße, lückenlos erhaltener Straßenzug mit reich gestalteten, historisierenden Mietshäusern in geschlossener Blockrandbebauung, eines der eindrucksvollsten gründerzeitlichen Straßenbilder Halles. Zeitweise als eigenes Baudenkmal, noch ohne die Nummern 15 und 16, unter der Erfassungsnummer 094 04732 geführt.                                    | 094 04524 061      | Teilobjekt eines Denkmalbereichs  | Weitere Bilder |
| Talamtstraße 1 bis 9 (Karte) | Straßenzeile      | Straßenzug Nach dem hier gelegenen Gerichtsgebäude vom „Tal“, dem Wohnbezirk der Salzsieder, 1886 benannte Verbindung zwischen Markt und Hallmarkt, einseitig mit repräsentativen Wohn- und Geschäftshäusern der Gründerzeit bebaut, nördliche Platzkante des Hallmarktes. Zeitweise als eigener Denkmalbereich unter der Erfassungsnummer 094 12651 geführt.                                                                                      | 094 04524 062      | Teilobjekt eines Denkmalbereichs  | Weitere Bilder |
| Universitätsplatz 1 bis 10, 10a, 11, 12 (Karte) | Universitätsplatz | Platz Universitätsplatz, auf dem erhöhten Gelände des ehemaligen Barfüßerklosters am nördlichen Rand der Altstadt gelegenes, eindrucksvolles Ensemble klassizistischer und spätklassizistischer Universitätsbauten. Zeitweise als eigener Denkmalbereich unter der Erfassungsnummer 094 13037 geführt. | 094 04524 063      | Teilobjekt eines Denkmalbereichs  | Weitere Bilder |
| Waisenhausring 1, 1a, 1b, 2 bis 16 (Karte) | Straßenzug        | Straßenzug Nach Schleifung der mittelalterlichen Stadtbefestigung 1847 angelegte „Neue Promenade“, beherrscht vom Komplex der Franckeschen Stiftungen, auf der Nordseite bedeutender Rest der Befestigung erhalten, auch barocke Wohnbebauung und repräsentative Wohn- und Geschäftshäuser der Gründerzeit. Zeitweise als eigener Denkmalbereich unter der Erfassungsnummer 094 12702 geführt.                                                     | 094 04524 064      | Teilobjekt eines Denkmalbereichs  | Weitere Bilder |
| Zapfenstraße (Karte) | Straße            | Straße Straßengrundriss, seit ca. 1400 genannter Weg mit gewundenem Verlauf, gelegen zwischen Schmeerstraße und Schülershof im Denkmalbereich Altstadt. Zeitweise als eigenes Baudenkmal unter der Erfassungsnummer 094 97103 geführt. | 094 04524 065      | Teilobjekt eines Denkmalbereichs  | Weitere Bilder |
| Zenkerstraße 1, 2, 3, 4, 5, 6, 7, 8 (Karte) | Straße            | Straße Straßengrundriss, ab 1893 nach der alten halleschen Familie der Zenker benannte Straße im Denkmalbereich Altstadt mit historischem Straßenverlauf zwischen Alter Markt und Moritzzwinger. Zeitweise als eigenes Baudenkmal unter der Erfassungsnummer 094 12715 geführt. | 094 04524 066      | Teilobjekt eines Denkmalbereichs  | Weitere Bilder |
| Kleiner Berlin 1, 2 (Karte) | Platz             | Platz Kleiner, rechteckiger Platz an der Straßenkreuzung der Großen Märker- und Sternstraße, charakterisiert durch repräsentative, gründerzeitliche Häuser mit nahezu geschlossener historischer Bausubstanz, bebaut 16.–19. Jahrhundert. Zeitweise als eigener Denkmalbereich unter der Erfassungsnummer 094 96902 geführt. | 094 04524 067      | Teilobjekt eines Denkmalbereichs  | Weitere Bilder |
| Große Steinstraße 8 bis 29, 29a, 30 bis 34, 34a, 35, 52, 53, 55 bis 60, 60a, 61, 63, 64, 65, 67, 68, 69, 73 bis 76, 78 bis 82; südwestlicher Abschnitt des Straßenzuges (Karte) | Straßenzug        | Straßenzug Seit dem 13. Jahrhundert so benannte östliche Ausfallstraße des mittelalterlichen Halle, der westliche Teil zur Altstadt gehörig, heute großstädtische Geschäftsstraße mit zum Teil aufwendigen Geschäftshäusern des Neubarock und des Jugendstils, vereinzelt noch vorgründerzeitliche Häuser, bebaut letztes Viertel 19. Jahrhundert bis ca. 1900. Zeitweise als eigener Denkmalbereich unter der Erfassungsnummer 094 12649 geführt. | 094 04524 068      | Teilobjekte eines Denkmalbereichs | Weitere Bilder |
| Leipziger Straße 3 bis 106; nordwestlicher Abschnitt des Straßenzuges (Karte)                                                                                                   | Straßenzug        | Straßenzug Eine der fünf Hauptstraßen des mittelalterlichen Halle, entstanden seit dem 12. Jahrhundert, heute repräsentative Geschäftsstraße mit zum Teil außerordentlich aufwendigen neubarocken und Jugendstilfassaden, vereinzelt schlichte klassizistische Häuser aus der Mitte des 19. Jahrhunderts. Zeitweise als eigener Denkmalbereich unter der Erfassungsnummer 094 14876 geführt.                                                       | 094 04524 069      | Teilobjekt eines Denkmalbereichs  | Weitere Bilder |
| Universitätsring 2 bis 6, 6a, 7 bis 11; südwestliche Straßenzeile (Karte) | Straßenzug        | Straßenzug 1830–37 geschaffene alleeartige „Alte Promenade“, die Südhälfte beherrscht vom Opernhaus und Universitätsgebäuden, die Nordhälfte von hochrepräsentativen Wohn- und Geschäftshäusern des gründerzeitlichen Neubarock. Zeitweise als eigener Denkmalbereich, auch noch mit den Nummern 11a, 12 bis 15, 19, 21 bis 25, unter der Erfassungsnummer 094 13126 geführt.                                                                      | 094 04524 070      | Teilobjekt eines Denkmalbereichs  | Weitere Bilder |
| Kleine Schloßgasse 1, 2, 3, 4, 5 (Karte) | Gasse             | Gasse Nach der Moritzburg 1828 genannter Straßenzug aus dem Mittelalter im Denkmalbereich Altstadt, der westliche Ausgang der Straße beherrscht von der Moritzburg. Zeitweise als eigenes Baudenkmal unter der Erfassungsnummer 094 96900 geführt. | 094 04524 071      | Teilobjekt eines Denkmalbereichs  | Gasse          |
| Große Schloßgasse 1, 2, 3, 4 (Karte) | Gasse             | Gasse | 094 04524 072      | Teilobjekt eines Denkmalbereichs  | BW             |
| Dreyhauptstraße 1, 2, Hallorenring 1, 2, Moritzkirchhof 1, 2, 3, 4, 5 (Karte)                                                                                                   | Straßenzug        | Straßenzug Nach Überwölbung der Hallsaale entstandene Straße am westlichen Rand der Altstadt, besetzt teilweise noch mit gründerzeitlichen Wohnhäusern und geprägt von der Moritzkirche, dem ehemaligen Polizeipräsidium und der Marktkirche. Zeitweise mit etwas anderem Zuschnitt als eigener Denkmalbereich unter der Erfassungsnummer 094 96852 geführt.                                                                                       | 094 04524 073      | Teilobjekt eines Denkmalbereichs  | Straßenzug     |
| Dreyhauptstraße 1, 2 (Karte) | Straßenzug        | Verbindung zwischen Hallmarkt und Altem Markt, geprägt von repräsentativen öffentlichen Gebäuden aus der Gründerzeit und der straßenbildbeherrschenden Moritzkirche | 094 80206          | Denkmalbereich                    | Weitere Bilder |
| Joliot-Curie-Platz 1, 1a, 1b, 2, 26 bis 34 (Karte) | Platz             | Ehemalige Alte Promenade, begrünte rechteckige Freifläche mit Brunnenanlage, geprägt vom Opernhaus auf der einen und dem Postgebäude auf der anderen Seite, sowie repräsentativer Miets- und Geschäftshausbebauung der Gründerzeit | 094 96876          | Denkmalbereich                    | Weitere Bilder |
| Moritzburgring 1 bis 10 (Karte) | Straßenzug        | Platzartig erweitertes Straßenensemble zwischen Robert-Franz-Ring und Universitätsring, seit 1895 als westliche Fortsetzung der Alten Promenade (Universitätsring) auf dem Gelände der ehemaligen mittelalterlichen Stadtbefestigung angelegt | 094 70187          | Denkmalbereich                    | Weitere Bilder |
| Moritzkirchhof (Karte) | Platz             | Kleiner rechteckiger Platz auf der Nordseite der St.-Moritz-Kirche, Terrain des ehemaligen Friedhofs an St. Moritz, heute geprägt vom Renaissancebau des ehemaligen Hospitals St. Johannis | 094 70188          | Denkmalbereich                    | Weitere Bilder |
| Mühlpforte 1, 2 (Karte) | Straßenzug        | Benannt nach der hier ehemals gelegenen Pforte der mittelalterlichen Stadtbefestigung, in der Senke zwischen Dom und Moritzburg malerisch gelegenes Ensemble, geprägt insbesondere von den historischen Mühlenbauten des 16.–19. Jh. | 094 70192          | Denkmalbereich                    | Weitere Bilder |

### Baudenkmale
| Lage                                                                                 | Bezeichnung                              | Beschreibung | Erfassungs- nummer | Ausweisungsart               | Bild                    |
| ------------------------------------------------------------------------------------ | ---------------------------------------- | --- | ------------------ | ---------------------------- | ----------------------- |
| Alter Markt 5 (Karte)                                                                | Wohnhaus                                 | Erbaut Ende 18./Anfang 19. Jahrhundert, stattlicher Putzbau mit steilem Satteldach und sparsam dekorierter Fassade, im ersten Obergeschoss barocke Stuckdecke | 094 04540          | Baudenkmal                   | Wohnhaus                |
| Alter Markt 6 (Karte)                                                                | Wohnhaus                                 | Erbaut Anfang des 18. Jahrhunderts; stattlicher, den Alten Markt und das Straßenbild der Schmeerstraße prägender Bürgerbau des Spätbarock, hofseitig gotisches Türgewände sichtbar, im Kern mittelalterlich | 094 04541          | Baudenkmal                   | Wohnhaus                |
| Alter Markt 7 (Karte)                                                                | Wohnhaus                                 | Zu den drei Kronen; anspruchsvoller, fast palastartiger Bürgerbau der Renaissance, im Kern um 1200, spätere Umbauten, davon einer inschriftlich datiert 1516, das heutige Erscheinungsbild geprägt vom 16. Jahrhundert | 094 04542          | Baudenkmal                   | Weitere Bilder          |
| Alter Markt 8 (Karte)                                                                | Wohnhaus                                 | Turmartig schmaler und hoher viergeschossiger Putzbau mit repräsentativer barock-klassizistischer Fassade, im Kern 13. Jahrhundert, heutige Baugestalt wesentlich geprägt vom 18. und 19. Jahrhundert | 094 04543          | Baudenkmal                   | Weitere Bilder          |
| Alter Markt 12 (Karte)                                                               | Wohnhaus                                 | Erbaut 1708, ehemaliges Assessor-Müller-Stift, als repräsentatives barockes Wohnhaus von dem Pfänner Karl-Heinrich Reichhelm (1650–1724) errichteter zweigeschossiger, 13achsiger, straßenbildprägender Putzbau mit Mansarddach, heute Beatles-Museum Halle | 094 04544          | Baudenkmal                   | Weitere Bilder          |
| Alter Markt 13/14 (Karte)                                                            | Wohnhaus                                 | Straßenbildbeherrschender zweigeschossiger Putzbau in Traufstellung mit großer Tordurchfahrt, hofseitig schönes spätgotisches Sitznischenportal, Nummer 14 wahrscheinlich Renaissancebau mit älterer Substanz, umgebaut im Barock, im 19. Jahrhundert Fassade verändert, 1937 größerer Umbau                                                                   | 094 04545          | Baudenkmal                   | Wohnhaus                |
| Alter Markt 24 (Karte)                                                               | Wohn- und Geschäftshaus                  | Erbaut 1890, viergeschossiger, repräsentativer, neubarocker Backsteinbau mit reichem Stuckdekor, zweiachsige Seitenrisalite | 094 12394          | Baudenkmal                   | Wohn- und Geschäftshaus |
| Alter Markt 25 (Karte)                                                               | Wohn- und Geschäftshaus                  | Erbaut um 1900, Putzbau mit barockisierender Fassadengliederung, flachen Erkern und hohen Zwerchgiebeln, im Erdgeschoss vollständig erhaltener Metzgerladen mit Theken und Keramikverkleidung in reichen floralen Jugendstilformen | 094 04546          | Baudenkmal                   | Wohn- und Geschäftshaus |
| Alter Markt 26 (Karte)                                                               | Wohnhaus                                 | Erbaut Ende des 16. Jahrhunderts, Fachwerkbau mit Krüppelwalmdach, im ersten Obergeschoss Bohlenstube, einer der ältesten, reich verzierten Sichtfachwerkbauten Halles | 094 12147          | Baudenkmal                   | Weitere Bilder          |
| Alter Markt 27 (Karte)                                                               | Gasthof                                  | Ehemaliger Gasthof „Goldener Pflug“, einer der ältesten halleschen Gasthöfe, im Erdgeschoss Raum mit Bohlendecke der Renaissance, kreuzgratgewölbter Keller des Spätmittelalters mit Mittelsäule, Bau inschriftlich datiert 1605 | 094 04547          | Baudenkmal                   | Weitere Bilder          |
| Alter Markt 28 (Karte)                                                               | Wohnhaus                                 | Erbaut 18. Jahrhundert, ansehnlicher dreigeschossiger Putzbau spätbarock-klassizistischen Charakters mit Zwerchhaus | 094 12152          | Baudenkmal                   | Wohnhaus                |
| Alter Markt 31 (Karte)                                                               | Wohnhaus                                 | Erbaut um 1600, stattlicher dreistöckiger Fachwerkbau in Traufstellung mit Zwerchhaus, im ersten Obergeschoss Bohlenstube, neben dem Haus Graseweg 16 der prächtigste der althalleschen Sichtfachwerkbauten | 094 04548          | Baudenkmal                   | Weitere Bilder          |
| An der Marienkirche 1, 2, 3 (Karte)                                                  | Pfarrhof                                 | Erbaut 1887/88, Pfarrhausbauten, repräsentative Ziegelbauten mit Erkern, Balkonen und Ziergiebeln in Neurenaissanceformen, im Innenhof zweigeschossiger Ziegelbau der Marienbibliothek mit Arkadengliederungen, Architekten Reinhold Knoch und Friedrich Kallmeyer                                                                                             | 094 04561          | Baudenkmal                   | Pfarrhof                |
| An der Marienkirche 4 (Karte)                                                        | Geschäftshaus                            | Erbaut 1888, ehemaliges Städtisches Leihamt, imposanter fünfgeschossiger Ziegelbau mit Attika und hohen Rundbogenarkaden, beachtliche Leistung funktionaler Architektur im späten 19. Jahrhundert | 094 04482          | Baudenkmal                   | Geschäftshaus           |
| An der Moritzkirche 6, 7, 8 (Karte)                                                  | Kirche                                   | | 094 04562          | Baudenkmal                   | Weitere Bilder          |
| Bärgasse 2 (Karte)                                                                   | Gasthof                                  | Ehemaliger Gasthof Zum schwarzen Bären, erbaut 13.–18. Jahrhundert, stattlicher zweigeschossiger Fachwerkbau über L-förmigem Grundriss mit hohen Satteldächern, im 17. Jahrhundert Wohnsitz des Musikers und Schriftstellers Johann Beer (1655–1700) | 094 04579          | Baudenkmal                   | Gasthof                 |
| Barfüßerstraße 7 (Karte)                                                             | Wohn- und Geschäftshaus                  | Erbaut ca. 1905–1910, straßenbildprägender Jugendstilputzbau mit monumentaler Lisenengliederung und Stuckkartuschen | 094 04491          | Baudenkmal                   | Wohn- und Geschäftshaus |
| Barfüßerstraße 8 (Karte)                                                             | Wohnhaus                                 | Erbaut Ende 18. / Anfang 19. Jahrhundert; dreigeschossiger, barocker Putzbau mit schlicht profiliertem, klassizistischem Fassadendekor | 094 04493          | Baudenkmal                   | Wohnhaus                |
| Barfüßerstraße 9 (Karte)                                                             | Wohnhaus                                 | Erbaut 2. Hälfte des 18. Jahrhunderts, Putzbau mit schlichtem klassizistischem Fassadendekor, innen barocke Stuckdecken, Keller des 16. Jahrhunderts | 094 04497          | Baudenkmal                   | Wohnhaus                |
| Barfüßerstraße 10 (Karte)                                                            | Wohn- und Geschäftshaus                  | Erbaut um 1910, ansehnlicher dreieinhalbgeschossiger Putzbau im Jugendstil mit Zwerchhaus, Lisenengliederung mit Stuckdekor | 094 04498          | Baudenkmal                   | Wohn- und Geschäftshaus |
| Barfüßerstraße 11 (Karte)                                                            | Wohn- und Geschäftshaus                  | Erbaut 1909, Putzbau in schlichten Jugendstilformen mit Mansarddächern und großen Giebeln in straßenbildprägender Ecklage | 094 04505          | Baudenkmal                   | Wohn- und Geschäftshaus |
| Barfüßerstraße 12 (Karte)                                                            | Wohn- und Geschäftshaus                  | Erbaut 1896, dreigeschossiger Ziegelbau mit Eckerker in straßenbildprägender Ecklage, repräsentativer barockisierender Putzdekor | 094 13595          | Baudenkmal                   | Wohn- und Geschäftshaus |
| Barfüßerstraße 13 (Karte)                                                            | Wohn- und Geschäftshaus                  | Erbaut 18. / frühes 19. Jahrhundert, dreigeschossiger, schlichter Putzbau mit klassizistisch schlicht gegliederter Fassade | 094 04507          | Baudenkmal                   | Wohn- und Geschäftshaus |
| Barfüßerstraße 15 (Karte)                                                            | Wohnhaus                                 | Erbaut 16. Jahrhundert, stattlicher dreigeschossiger Putzbau, Rundbogenportal und große Tordurchfahrt mit Renaissancegewänden, seit 1821 Mühlmannsche Buchhandlung, im 19. Jahrhundert Fassade stark verändert | 094 04576          | Baudenkmal                   | Wohnhaus                |
| Barfüßerstraße 16 (Karte)                                                            | Wohnhaus                                 | Erbaut erste Hälfte des 18. Jahrhunderts, dreigeschossiges, verputztes Traufenhaus mit steilem Satteldach und Hofflügeln in Fachwerk, repräsentative Tordurchfahrt und profilierte Fenstergewände der Renaissance erhalten, um- und ausgebaut im 17./18. Jahrhundert                                                                                           | 094 04577          | Baudenkmal                   | Wohnhaus                |
| Barfüßerstraße 18, 19 (Karte)                                                        | Wohnhaus                                 | | 094 04578          | Baudenkmal                   | BW                      |
| Bergstraße 1 (Karte)                                                                 | Wohn- und Geschäftshaus                  | Erbaut 1890/91, neubarocker Ziegelbau mit üppigem Putz- und Stuckdekor, Horizontalgliederung durch Bänder und Quader besonders betont, Ausführung Wilhelm Böhme | 094 04525          | Baudenkmal                   | Weitere Bilder          |
| Bergstraße 2 (Karte)                                                                 | Wohnhaus                                 | Erbaut um 1895, dreigeschossiger Ziegelbau spätklassizistischen Gepräges mit zurückhaltendem Putzdekor und repräsentativem Rundbogenportal | 094 04530          | Baudenkmal                   | Wohnhaus                |
| Bergstraße 6 (Karte)                                                                 | Wohnhaus                                 | Erbaut um 1893, monumental proportionierter Putzbau mit Mittelerker und Schweifgiebel, Jugendstil mit barockisierenden Elementen, Architekt Friedrich Kallmeyer | 094 04569          | Baudenkmal                   | Wohnhaus                |
| Bergstraße 7 (Karte)                                                                 | Wohn- und Geschäftshaus                  | Erbaut 1893, neubarocker Putzbau in straßenbildprägender Ecklage, bedeutsam auch für das Straßenbild der Kleinen Ulrichstraße, Architekten Reinhold Knoch und Friedrich Kallmeyer | 094 04591          | Baudenkmal                   | Wohn- und Geschäftshaus |
| Bölbergasse 1 (Karte)                                                                | Wohnhaus                                 | Erbaut Ende des 19. Jahrhunderts; dreigeschossiges Wohnhaus, eklektizistische Fassade mit klassizistischen und Neurenaissanceelementen | 094 96730          | Baudenkmal                   | Wohnhaus                |
| Bölbergasse 2 (Karte)                                                                | Wohnhaus                                 | Erbaut Ende des 19. Jahrhunderts; schlichter, dreigeschossiger, spätklassizistischer Putzbau mit Seitenrisalit, sparsamer, feiner Stuckdekor | 094 96731          | Baudenkmal                   | Wohnhaus                |
| Bölbergasse 3 (Karte)                                                                | Wohnhaus                                 | Erbaut im dritten Viertel des 19. Jahrhunderts; ansehnlicher, dreigeschossiger, spätklassizistischer Putzbau mit Seitenrisalit, sparsamer Stuckdekor | 094 96732          | Baudenkmal                   | Wohnhaus                |
| Brüderstraße 2, Neunhäuser Ecke Brüderstraße (Karte)                                 | Wohn- und Geschäftshaus                  | Erbaut 1926, errichtet für die Einzelhandelsunternehmen Ebermann (H. Schnee Nachfolger), Klinkerbau mit horizontal geführten Werksteingliederungen und Fensterbändern, expressionistischer Fassadendekor, Architekt Julius Kallmeyer | 094 04890          | Baudenkmal                   | Weitere Bilder          |
| Brüderstraße 5 (Karte)                                                               | Wohnhaus                                 | Erbaut im späten 18. Jahrhundert, stattlicher dreigeschossiger Putzbau mit reich profilierten und stuckierten Fensterfaschen und schönem Portal und mit von ionischen Pilastern getragenem Mittelbalkon, bürgerlich-elegantes Stadthaus des Barocks, ehemaliges Wohnhaus von Peter Krukenberg                                                                  | 094 04596          | Baudenkmal                   | Weitere Bilder          |
| Brüderstraße 6 (Karte)                                                               | Wohnhaus                                 | Erbaut 2. Hälfte des 16. Jahrhunderts, stattlicher dreigeschossiger Putzbau über mittelalterlichem Keller mit steilem, lisenengeschmückten Ziergiebel der Renaissance, Fassade in der Strenge ihrer Gliederung und der Erlesenheit ihrer Bauzier bedeutendes Beispiel der Renaissance in Halle, vermutlich von Architekt Nickel Hoffmann                       | 094 04597          | Baudenkmal                   | Weitere Bilder          |
| Brüderstraße 7 (Karte)                                                               | Wohn- und Geschäftshaus                  | Erbaut Mitte/Ende des 16. Jahrhunderts, stattlicher dreistöckiger Fachwerkbau mit steilem Giebel und auskragenden Obergeschossen in straßenbildprägender Ecklage, eines der eindrucksvollsten und ältesten Fachwerkhäuser Halles, später umgebaut | 094 04598          | Baudenkmal                   | Weitere Bilder          |
| Brüderstraße 9a (Karte)                                                              | Wohn- und Geschäftshaus                  | Erbaut Anfang des 20. Jahrhunderts, drei- bis viergeschossiger, repräsentativer Putzbau mit Pilastergliederung und großen Stuckkartuschen in Jugendstilformen | 094 14423          | Baudenkmal                   | Wohn- und Geschäftshaus |
| Brüderstraße 10 (Karte)                                                              | Wohn- und Bürohaus                       | Erbaut Anfang des 20. Jahrhunderts, drei- bis viergeschossiger Putzbau mit großen Segmentbogenfenstern und Stuckkartuschen im Jugendstil | 094 14424          | Baudenkmal                   | Weitere Bilder          |
| Brüderstraße 12 (Karte)                                                              | Wohn- und Geschäftshaus                  | Erbaut Mitte/Ende des 16. Jahrhunderts, stattlicher viergeschossiger Putzbau mit stabwerkgeschmückten Fenstergewänden der Renaissance, Beispiel eines Wohn- und Wirtschaftszwecken dienenden städtisch-repräsentativen Anwesens des 16.–19. Jahrhunderts, Umbauten 1736 und im 19. Jahrhundert                                                                 | 094 04599          | Baudenkmal                   | Weitere Bilder          |
| Brüderstraße 13 (Karte)                                                              | Wohn- und Geschäftshaus                  | Erbaut Anfang des 20. Jahrhunderts, ansehnlicher vier- bis fünfgeschossiger Putzbau mit kolossaler Pilastergliederung in strengen Jugendstilformen | 094 96740          | Baudenkmal                   | Weitere Bilder          |
| Brüderstraße 14 (Karte)                                                              | Wohnhaus                                 | Ende 18./Anfang 19. Jahrhundert, viergeschossiger Putzbau spätbarock-klassizistischen Charakters, innen bemerkenswertes Treppenhaus, über dem Portal barocke Wappenkartusche | 094 96741          | Baudenkmal                   | Weitere Bilder          |
| Brüderstraße 15 (Karte)                                                              | Wohnhaus                                 | Erbaut Anfang des 20. Jahrhunderts, viergeschossiger Putzbau mit Erker in schlichten Jugendstilformen, straßenbildprägend als Point de vue für die Straße Neunhäuser | 094 14430          | Baudenkmal                   | Weitere Bilder          |
| Brüderstraße 17 (Karte)                                                              | Apotheke                                 | Löwen-Apotheke, erbaut 1912, Putzbau mit hohem Zwerchgiebel und reich skulptiertem Erker | 094 14432          | Baudenkmal                   | Weitere Bilder          |
| Christian-Wolff-Straße 2 (Karte)                                                     | Kirche                                   | Konzerthalle St.-Ulrich-Kirche | 094 04819          | Baudenkmal                   | Weitere Bilder          |
| Christian-Wolff-Straße 2 (Karte)                                                     | Pfarrhaus                                | Erbaut erste Hälfte des 19. Jahrhunderts, zweigeschossiger Putzbau klassizistischen Gepräges mit Walmdach, angebaut an St.-Ulrichs-Kirche, Raum mit gotischem Kreuzgratgewölbe erhalten | 094 04780          | Baudenkmal                   | Pfarrhaus               |
| Christian-Wolff-Straße 8 (Karte)                                                     | Wohnhaus                                 | Erbaut 1891, repräsentativer viergeschossiger Putzbau mit breitem Eckerker; aufwändige, mit Jugendstilelementen durchsetzte Neubarockfassade | 094 11283          | Baudenkmal                   | Weitere Bilder          |
| Dachritzstraße 2 (Karte)                                                             | Wohn- und Geschäftshaus                  | Erbaut Ende des 19. Jahrhunderts, dreigeschossiger Ziegelbau mit repräsentativem neubarocken Putzdekor | 094 12369          | Baudenkmal                   | Wohn- und Geschäftshaus |
| Dachritzstraße 10 (Karte)                                                            | Wohnhaus                                 | Erbaut letztes Viertel des 19. Jahrhunderts, dreigeschossiger schlichter Putzbau in Anlehnung an die Renaissance | 094 14170          | Baudenkmal                   | Wohnhaus                |
| Dachritzstraße 12 (Karte)                                                            | Fabrik                                   | Erbaut Anfang des 20. Jahrhunderts, zwei- bis dreigeschossiger Putzbau mit strenger Pfeilergliederung der Fassade und bemerkenswert gestalteter Mansarddachzone | 094 14164          | Baudenkmal                   | Fabrik                  |
| Dachritzstraße 13 (Karte)                                                            | Wohn- und Geschäftshaus                  | Erbaut Ende des 19. Jahrhunderts, dreigeschossiger Ziegelbau mit Schweifgiebel, Putzdekor in Neurenaissanceformen | 094 14169          | Baudenkmal                   | Wohn- und Geschäftshaus |
| Dreyhauptstraße 1 (Karte)                                                            | Schule                                   | Dreyhauptschule, erbaut 1889 als Bürgerknabenschule, repräsentativer, giebelbekrönter Backsteinbau, markante Gliederung in Anlehnung an die norddeutsche Backsteingotik | 094 12026          | Baudenkmal                   | Weitere Bilder          |
| Dreyhauptstraße 2 (Karte)                                                            | Verwaltungsgebäude                       | Ehemaliges Polizeipräsidium, erbaut 1908/1909, auf trapezförmigem Grundriss mit Innenhöfen stehender viergeschossiger Putzbau, straßenbildbeherrschender Bau in barockisierenden Jugendstilformen | 094 13174          | Baudenkmal                   | Weitere Bilder          |
| Domplatz (Karte)                                                                     | Dom                                      | Hallescher Dom | 094 04620          | Baudenkmal                   | Weitere Bilder          |
| Domplatz 1 (Karte)                                                                   | Verwaltungsgebäude                       | Ehemalige erzbischöfliche Kammer, stattlicher, barocker Putzbau von zwölf Achsen Breite mit traufständigem, gaupenbesetztem Satteldach und seitlichem Treppengiebel, reich profilierte Fensterlaibungen der Renaissance | 094 04619          | Baudenkmal                   | Weitere Bilder          |
| Domplatz 3 (Karte)                                                                   | Wohnhaus                                 | Domküsterhaus, barocker Putzbau mit Fledermausgaupen auf dem Walmdach, im Kern vor 1700, Anbau im Wesentlichen um 1801/02, erneuert 1897 | 094 80202          | Baudenkmal                   | Wohnhaus                |
| Domplatz 3a (Karte)                                                                  | Wohnhaus                                 | Kantorhaus | 094 96765          | Baudenkmal                   | BW                      |
| Domplatz 4 (Karte)                                                                   | Institutsgebäude                         | Zoologisches Institut der Martin-Luther-Universität, erbaut 1839/40 durch Johann Justus Peter Schulze, ehem. Medizinisches Klinikum, spätklassizistischer Baukörper mit leicht vortretenden, später angefügten Seitenflügeln | 094 04621          | Baudenkmal                   | Institutsgebäude        |
| Domplatz 6 (Karte)                                                                   | Fabrik                                   | Dreiflügelige Hofanlage aus ausgemauertem Fachwerk, bemerkenswerte Fabrikarchitektur des 19. Jahrhunderts, mit Satteldach und zweireihigem Dachhecht, im Innern spätbarocke Türfüllungen von ca. 1800 | 094 04622          | Baudenkmal                   | Weitere Bilder          |
| Domplatz 7 (Karte)                                                                   | Wohnhaus                                 | Breitgelagerter, zweigeschossiger, barocker Putzbau mit Mansarddach, innen barocke Stuckdecken, im Kern 16. Jahrhundert, Umbau 1737 zum Accisehof | 094 04623          | Baudenkmal                   | Weitere Bilder          |
| Domstraße 5 (Karte)                                                                  | Schloss                                  | Neue Residenz | 094 80205          | Baudenkmal                   | Weitere Bilder          |
| Friedemann-Bach-Platz 5 (Karte)                                                      | Moritzburg                               | Burg | 094 04650          | Baudenkmal                   | Weitere Bilder          |
| Friedemann-Bach-Platz 5, Moritzburg (Karte)                                          | Kapelle                                  | Maria-Magdalenen-Kapelle der Moritzburg | 094 04650 001      | Teilobjekt eines Baudenkmals | Weitere Bilder          |
| Friedemann-Bach-Platz 6 (Karte)                                                      | Universitätsgebäude                      | Ehemaliges Physikalisches Institut (Alte Physik), auf dem Gelände des ehemaligen Bibliotheksgebäudes erbaut 1887–1890, Architekten Otto Kilburger, Heinrich Herrmann und Paul Emanuel Spieker | 094 04651          | Baudenkmal                   | Weitere Bilder          |
| Graseweg 1 (Karte)                                                                   | Wohn- und Geschäftshaus                  | Erbaut im 16. Jahrhundert, im Grundriss dem gewundenen Straßenverlauf folgender zweigeschossiger Putzbau, traufständig, mit steilem gaupenbesetztem Satteldach, ansehnlicher Bürgerbau der frühen Neuzeit, Umbau im 18. Jahrhundert | 094 04733          | Baudenkmal                   | Weitere Bilder          |
| Graseweg 4 (Karte)                                                                   | Wohnhaus                                 | Erbaut ca. 1890, dreigeschossiger Ziegelbau mit repräsentativer Werksteingliederung, Neurenaissance | 094 12407          | Baudenkmal                   | Wohnhaus                |
| Graseweg 6, Große Klausstraße 4, 5, 6, 17, 18, 19, 20, 21, Oleariusstraße 1a (Karte) | Wohnanlage                               | Wohnanlage aus den 1980er Jahren in Plattenbauweise | 094 56697          | Baudenkmal                   | Wohnanlage              |
| Graseweg 6 (Karte)                                                                   | Wohnhaus                                 | Sogen. Graseweghaus, erbaut im 16. Jahrhundert, dreistöckiger Sichtfachwerkbau über gemauertem Erdgeschoss mit vorkragenden Stockwerken, steiler Schaugiebel in straßenbildbeherrschender Ecklage, Anbauten 17. Jahrhundert und 20. Jahrhundert | 094 12376          | Baudenkmal                   | Weitere Bilder          |
| Große Brauhausstraße 1 (Karte)                                                       | Wohnhaus                                 | Erbaut Ende des 19. Jahrhunderts, ansehnlicher dreigeschossiger Ziegelbau mit sparsamer Putzornamentik, Traufgesims mit Zahnschnittfries, Neurenaissance | 094 12965          | Baudenkmal                   | Weitere Bilder          |
| Große Brauhausstraße 2 (Karte)                                                       | Wohnhaus                                 | Erbaut Anfang des 20. Jahrhunderts, straßenbildprägender dreieinhalbgeschossiger Putzbau mit mächtigem Zwerchhaus, schönes Portal, Jugendstil | 094 12966          | Baudenkmal                   | Weitere Bilder          |
| Große Brauhausstraße 3 (Karte)                                                       | Wohnhaus                                 | Erbaut Ende des 19. Jahrhunderts, dreigeschossiger Ziegelbau mit schlichter Putzgliederung in Neurenaissanceformen | 094 96828          | Baudenkmal                   | Weitere Bilder          |
| Große Brauhausstraße 4 (Karte)                                                       | Wohnhaus                                 | Erbaut Mitte des 19. Jahrhunderts, dreigeschossiger Putzbau; schlichte, aber gut gegliederte Fassade mit spätklassizistischen Fensterumrahmungen | 094 11581          | Baudenkmal                   | Weitere Bilder          |
| Große Brauhausstraße 5 (Karte)                                                       | Brauerei                                 | 1815 hier von Christian Gottfried Rauchfuß eingerichtete Brauerei, über L-förmigem Grundriss in straßenraumprägender Ecklage errichtete Putzbauten, zum Teil biedermeierlich geprägt | 094 11582          | Baudenkmal                   | Weitere Bilder          |
| Große Brauhausstraße 6 (Karte)                                                       | Wohnhaus                                 | Erbaut im 18. Jahrhundert, zur ehemaligen Rauchfußschen Brauerei gehörender zweigeschossiger Putzbau, traufständig, mit Mezzanin, Umbau Mitte 19. Jahrhundert | 094 04675          | Baudenkmal                   | Weitere Bilder          |
| Große Brauhausstraße 8 (Karte)                                                       | Wohnhaus                                 | Erbaut 1794, umfangreich umgebaut 1894, eklektizistischer Putzbau mit weitem Dachvorstand, Pilastern, Muschel- und Dreiecksgiebeln sowie Medaillons im Stil der Neurenaissance und des Neubarock | 094 14527          | Baudenkmal                   | Weitere Bilder          |
| Große Brauhausstraße 15 (Karte)                                                      | Wohnhaus                                 | Erbaut erste Hälfte des 18. Jahrhunderts, ehemaliges Wohnhaus des Universitätskanzlers August Hermann Niemeyer, palaisartiges Bürgerhaus im Stil des Spätbarock, über dem Portal antikisierende Philosophenbüste | 094 04676          | Baudenkmal                   | Weitere Bilder          |
| Große Brauhausstraße 16 (Karte)                                                      | Wohnhaus                                 | Sogen. Riesenhaus, erbaut 1697 von dem halleschen Postmeister Friedrich Madeweis, breitgelagerter Putzbau mit Attikageschoss und Mittelrisalit, großartige hochbarocke Portalarchitektur mit zwei riesigen Atlanten, durchgreifende Erweiterung 1905 | 094 04677          | Baudenkmal                   | Weitere Bilder          |
| Große Brauhausstraße 17 (Karte)                                                      | Bürogebäude, im Frühjahr 2018 abgerissen | Erbaut 1899, fünfgeschossiger Backsteinbau mit breiter Lisenengliederung und Rundbogenblenden sowie Segmentbogenfenstern, imposante Dreiflügelanlage in Anlehnung an die italienischen Renaissance | 094 96829          | Baudenkmal                   | Weitere Bilder          |
| Große Klausstraße 3 (Karte)                                                          | Wohnhaus                                 | Fachwerkbau, am sogenannten Grashof gelegen, erbaut 17. Jahrhundert, mit vorkragenden Oberstöcken und polygonal vortretendem Eckerker, in seiner bizarren Grund- und Aufrissform eines der markantesten Relikte der vorindustriellen innerstädtischen Bebauung, rekonstruiert 2012–2014                                                                        | 094 04680          | Baudenkmal                   | Weitere Bilder          |
| Große Klausstraße 7 (Karte)                                                          | Wohn- und Geschäftshaus                  | Erbaut Ende des 19. Jahrhunderts, dreigeschossiger Ziegelbau in Ecklage, leicht vorkragender Eckerker mit Pilastern und Balustern, barockisierende Stuckfelder | 094 70194          | Baudenkmal                   | Wohn- und Geschäftshaus |
| Große Klausstraße 12 (Karte)                                                         | Wohn- und Geschäftshaus                  | Wilhelm-Friedemann-Bach-Haus, dreigeschossiger Putzbau auf L-förmigem Grundriss, Westflügel als zweieinhalbgeschossiges Traufenhaus mit Krüppelwalmdach, Nordflügel dreigeschossiges Traufenhaus mit hohem Walmdach, im Kern 16. Jahrhundert, Umbau im 18. Jahrhundert, 1764–1770 Wohnhaus von Wilhelm Friedemann Bach                                         | 094 04682          | Baudenkmal                   | Weitere Bilder          |
| Große Klausstraße 15 (Karte)                                                         | Stadthof                                 | Sogen. Ackerbürgerhof, zwei im stumpfen Winkel aneinanderstoßende zweigeschossige Putzbauten mit steilem Sattel- bzw. Mansarddach, stattlich-repräsentative Hofanlage, Bausubstanz des 15.–18. Jahrhunderts mit Resten eines romanischen Wohnturms aus der Zeit um 1200                                                                                        | 094 11584          | Baudenkmal                   | Weitere Bilder          |
| Große Klausstraße 22 (Karte)                                                         | Wohn- und Geschäftshaus                  | Erb. im 17. Jahrhundert, zur barocken Altstadtbebauung gehörend, später vielfach verändert | 094 96830          | Baudenkmal                   | Wohn- und Geschäftshaus |
| Große Märkerstraße 5 (Karte)                                                         | Wohnhaus                                 | Bürgerhaus des 16. Jahrhunderts, Umbauten im 18. und 19. Jahrhundert, inschriftlich datiert 1717, repräsentativer dreigeschossiger Putzbau mit prachtvollem spätbarocken Portal und großer Tordurchfahrt, an den Fenstergewänden reicher Rocaille- und Girlandendekor in Stuck                                                                                 | 094 04684          | Baudenkmal                   | Weitere Bilder          |
| Große Märkerstraße 6 (Karte)                                                         | Wohn- und Geschäftshaus                  | Erbaut im 16. Jahrhundert, straßenbildprägender zweigeschossiger Putzbau in Fachwerk-Konstruktion, erstes Obergeschoss auskragend, profilierte Fensterfaschen, Ladeneinbau im Jugendstil, umfangreich umgebaut Anfang 20. Jahrhundert und 1920er Jahre | 094 04685          | Baudenkmal                   | Weitere Bilder          |
| Große Märkerstraße 7 (Karte)                                                         | Wohnhaus                                 | Erbaut erste Hälfte des 16. Jahrhunderts, stattlicher, zweigeschossiger, traufständiger Putzbau mit steilem Satteldach, profilierten Fenstergewänden und reichem Sitznischenportal in Renaissanceformen, heutiges Erscheinungsbild durch Restaurierung 1993 geprägt                                                                                            | 094 04686          | Baudenkmal                   | Weitere Bilder          |
| Große Märkerstraße 9 (Karte)                                                         | Wohnhaus                                 | Schlichter zweigeschossiger Putzbau mit großer Toreinfahrt und steilem Satteldach, im Ursprung Renaissancehaus (Inschrift 1509 an Konsole in Torfahrt nicht mehr vorhanden), zweite Inschrift 1561, barocker Umbau, weiterer Umbau 19./20. Jahrhundert, Architekt Georg Lindner                                                                                | 094 70196          | Baudenkmal                   | Weitere Bilder          |
| Große Märkerstraße 10 (Karte)                                                        | Wohnhaus                                 | Erbaut 1558 von Nickel Hoffmann, heute Christian-Wolff-Haus des Stadtmuseums, bis 1754 Wohnhaus des Philosophen Christian Wolff, von 1764 bis 1948 Sitz des Druck- und Verlagshauses Gebauer-Schwetschke, Renaissancebau, im Barock umgebaut | 094 04687          | Baudenkmal                   | Weitere Bilder          |
| Große Märkerstraße 11 (Karte)                                                        | Wohnhaus                                 | Erbaut 1853, zweigeschossiger, spätklassizistischer Putzbau mit Mittelrisalit, im rückwärtigen Bereich Anbau mit Altan | 094 04688          | Baudenkmal                   | Weitere Bilder          |
| Große Märkerstraße 12 (Karte)                                                        | Wohnhaus                                 | Erbaut Ende des 18. Jahrhunderts, schlichter, zweigeschossiger, barocker Putzbau in straßenbildprägender Ecklage am Großen Berlin, großes Walmdach | 094 04689          | Baudenkmal                   | Weitere Bilder          |
| Große Märkerstraße 13 (Karte)                                                        | Wohnhaus                                 | Erbaut 1876, repräsentativer zweigeschossiger Putzbau des Spätklassizismus, flach gedeckt, mit Mezzanin, Seiten- und Mittelrisaliten, prägend für das Platzbild des Kleinen Berlins | 094 04690          | Baudenkmal                   | Weitere Bilder          |
| Große Märkerstraße 13a (Karte)                                                       | Wohnhaus                                 | Erbaut 1911, straßenbildprägender dreigeschossiger Putzbau mit rundem Eckturm, sparsamer Stuckdekor in Jugendstilornamentik | 094 70197          | Baudenkmal                   | Weitere Bilder          |
| Große Märkerstraße 14, 15 (Karte)                                                    | Wohnhaus                                 | Platzbildprägender zweigeschossiger Putzbau, schlichte Fassadengestaltung mit spätklassizistischem Portal, im Kern 16. Jahrhundert, Umbauten um 1700 und Mitte 19. Jahrhundert | 094 04691          | Baudenkmal                   | Weitere Bilder          |
| Große Märkerstraße 18 (Karte)                                                        | Wohnhaus                                 | Erbaut 1890, straßenbildprägender, dreigeschossiger, eklektizistischer Ziegelbau mit barockisierenden und Jugendstilelementen, reiche Putzgliederung | 094 70198          | Baudenkmal                   | Weitere Bilder          |
| Große Märkerstraße 20 (Karte)                                                        | Wohn- und Geschäftshaus                  | Erbaut 1888, dreigeschossiger Ziegelbau in straßenbildprägender Ecklage, barockisierender und Jugendstilstuckdekor (Wappen, Masken), Architekt Friedrich Thierichens | 094 70199          | Baudenkmal                   | Weitere Bilder          |
| Große Märkerstraße 21, 22 (Karte)                                                    | Wohnhaus                                 | Sogen. Schleiermacher-Haus, erbaut im 16. Jahrhundert, von 1804 bis 1807 Wohnsitz des Theologen Daniel Friedrich Schleiermacher, straßenseitig Renaissance- und Barockportal, reich profilierte Fenstergewände, hofseitig Wendelstein mit Schweifhaube und romanischer Hofflügel                                                                               | 094 04693          | Baudenkmal                   | Weitere Bilder          |
| Große Märkerstraße 23 (Karte)                                                        | Wohn- und Geschäftshaus                  | Erbaut erste Hälfte des 19. Jahrhunderts, straßenbildprägender dreigeschossiger Putzbau mit kräftigem, reich profiliertem Zwischengesims und Fenstergewänden, Rocaillestuck in Rokokomanier | 094 70200          | Baudenkmal                   | Weitere Bilder          |
| Große Märkerstraße 24 (Karte)                                                        | Wohn- und Geschäftshaus                  | Erbaut 1894; dreigeschossiger, dreiachsiger Ziegelbau mit Putzgliederung, aufwändig gestaltete neubarocke Fassade mit Dreiviertelsäulen und Traufgesims mit Zahnschnittfries | 094 70201          | Baudenkmal                   | Weitere Bilder          |
| Große Märkerstraße 25 (Karte)                                                        | Wohn- und Geschäftshaus                  | Dreiflügelige Hofanlage, Tonnenkeller und starkes Mauerwerk des Erdgeschosses wohl mittelalterlichen Ursprungs, Fassadenbild des mittleren 19. Jahrhunderts, im Nordflügel zum Hof Galerie erhalten | 094 17231          | Baudenkmal                   | Weitere Bilder          |
| Große Märkerstraße 26 (Karte)                                                        | Wohnhaus                                 | Erbaut im 18. Jahrhundert auf den Fundamenten eines der ältesten Bauten der Straße; schlichter, aber stattlicher viergeschossiger Putzbau, profilierte Fenstergewände und Zwischengesims | 094 15538          | Baudenkmal                   | Wohnhaus                |
| Große Märkerstraße 27 (Karte)                                                        | Wohn- und Geschäftshaus                  | Erbaut 1890, dreigeschossiger Ziegelbau mit reichem profiliertem Stuckdekor an Neurenaissancefassade | 094 13184          | Baudenkmal                   | Weitere Bilder          |
| Große Nikolaistraße 1 (Karte)                                                        | Speicher                                 | Erbaut Anfang des 20. Jahrhunderts, straßenbildprägender dreigeschossiger Klinkerbau in Jugendstilformen mit interessant gestalteter Eingangszone unter Baldachin | 094 14163          | Baudenkmal                   | Speicher                |
| Große Nikolaistraße 1, Schaufassade zu Kleinschmieden (Karte)                        | Wohn- und Geschäftshaus                  | auch Kleinschmieden 5, erbaut Mitte des 19. Jahrhunderts, erweitert ca. 1885 | 094 70101          | Baudenkmal                   | Wohn- und Geschäftshaus |
| Große Nikolaistraße 3, gehört zu Kleine Klausstraße 16 (Karte)                       | Wirtschaftsgebäude                       | Erbaut 16. Jahrhundert; langgestreckter, zweigeschossiger, schlichter, verputzter Massivsteinbau, Fenster mit reich profilierter Renaissancelaibung | 094 70203          | Baudenkmal                   | Wirtschaftsgebäude      |
| Große Nikolaistraße 5 (Karte)                                                        | Wohnhaus                                 | Händelhaus, ehem. Haus „Zum Gelben Hirsch“, Geburts- und Wohnhaus des Komponisten Georg Friedrich Händel, repräsentativer, zweigeschossiger, barocker Putzbau mit Mansarddach in straßenbildprägender Ecklage, im Kern 13. Jahrhundert, Umbauten 16.–18. Jahrhundert                                                                                           | 094 04695          | Baudenkmal                   | Weitere Bilder          |
| Große Nikolaistraße 6 (Karte)                                                        | Wohnhaus                                 | Erbaut 16.–18. Jahrhundert; dreiflügelige, barocke Hofanlage mit großer Tordurchfahrt in Ecklage, Giebelseite mit Fachwerk-Konstruktion | 094 04696          | Baudenkmal                   | Weitere Bilder          |
| Große Nikolaistraße 9, 10, 11 (Karte)                                                | Gesellschaftshaus                        | Gildehaus St. Nicolaus, erbaut 1913, imposanter, langgestreckter, zweigeschossiger Putzbau mit Stilelementen der deutschen Renaissance, Architekt Gustav Wolff | 094 04697          | Baudenkmal                   | Gesellschaftshaus       |
| Große Nikolaistraße 12 (Karte)                                                       | Wohn- und Geschäftshaus                  | Erbaut 1894, dreigeschossiger Ziegelbau mit repräsentativer Putzgliederung in Neurenaissance- und Neubarockformen | 094 12370          | Baudenkmal                   | Wohn- und Geschäftshaus |
| Große Schloßgasse 1 (Karte)                                                          | Portal                                   | | 094 04698          | Baudenkmal                   | BW                      |
| Große Steinstraße 9 (Karte)                                                          | Wohn- und Geschäftshaus                  | Erbaut 1887, drei- bis viergeschossiger, Ziegelbau mit aufwändiger Werksteingliederung, Zwerchgiebel und Erker, Fassade mit reichem Beschlagwerk, Voluten- und Maskendekor, Beispiel historisierender Architektur in Formen der deutschen Renaissance, Architekt Hugo Walter                                                                                   | 094 04699          | Baudenkmal                   | Weitere Bilder          |
| Große Steinstraße 11 (Karte)                                                         | Wohn- und Geschäftshaus                  | Erbaut erste Hälfte 19. Jahrhundert, stattlicher dreigeschossiger Putzbau mit reich profilierten hölzernen Fensterfaschen und Pilastergliederung im klassizistischen Stil | 094 08014          | Baudenkmal                   | Wohn- und Geschäftshaus |
| Große Steinstraße 12 (Karte)                                                         | Wohn- und Geschäftshaus                  | Erbaut 1891, Architekt Karl Göhring, giebelbekrönter und mit Werkstein reich gegliederter Ziegelbau, gutes Beispiel eines an modernen Nutzungsanforderungen des 19. Jahrhunderts orientierten städtischen Geschäftshauses im Neurenaissancestil | 094 08013          | Baudenkmal                   | Weitere Bilder          |
| Große Steinstraße 13 (Karte)                                                         | Wohn- und Geschäftshaus                  | Erbaut ca. 1880, dreigeschossiger Putzbau mit ansprechender neubarocker Fassadengliederung | 094 12648          | Baudenkmal                   | Wohn- und Geschäftshaus |
| Große Steinstraße 16 (Karte)                                                         | Wohn- und Geschäftshaus                  | Erbaut 1912, Architekten Reinhold Knoch und Julius Kallmeyer, Putzbau mit weitausgreifendem Giebel und monumental gegliederter, in flachen Segmentbögen vor- und zurückschwingender Fassade, eine der besten Leistungen des späten Jugendstils in Halle | 094 04700          | Baudenkmal                   | Weitere Bilder          |
| Große Steinstraße 17 (Karte)                                                         | Mauer                                    | Mauer, am 28. August 2015 als Denkmal ausgewiesen |                    | Baudenkmal                   | Mauer                   |
| Große Steinstraße 19 (Karte)                                                         | Bankgebäude                              | Erbaut 1867, ehemaliges Bankhaus H. F. Lehmann, typischer Bankpalast des Historismus, Architekten Hermann Ende und Wilhelm Böckmann, 1914 Erweiterungsbau im Hof, Architekt Gustav Wolff | 094 04702          | Baudenkmal                   | Weitere Bilder          |
| Große Steinstraße 73 (Karte)                                                         | Hotel                                    | Erbaut 1857, ehemaliges Hotel Stadt Hamburg, großzügiger dreigeschossiger Ziegelbau mit Putzquaderverblendungen und mächtigem polygonalen Eckturm in Anlehnung an die italienische Frührenaissance, erweitert 1861–63, 1870 und 1876 | 094 04705          | Baudenkmal                   | Weitere Bilder          |
| Große Steinstraße 74 (Karte)                                                         | Wohn- und Geschäftshaus                  | Erbaut 1888–1890, ehemaliges Café Bauer, dreigeschossiger Ziegelbau mit repräsentativ durch Dreiviertelsäulen gegliederter Putzfassade in Neurenaissanceformen | 094 04706          | Baudenkmal                   | Weitere Bilder          |
| Große Steinstraße 75 (Karte)                                                         | Bankgebäude                              | Erbaut 1895/96, ehemals Hallescher Bankverein, Erdgeschoss des kriegszerstörten Baus mit säulengerahmtem Rundbogenportal in Neurenaissanceformen erhalten, die Obergeschosse 1993/94 in historisierenden Formen als Kopie des Vorgängerbaus rekonstruiert | 094 12646          | Baudenkmal                   | Bankgebäude             |
| Große Steinstraße 77, 78 (Karte)                                                     | Geschäftshaus                            | Erbaut 1893 als Zweckbau für die Lippertsche Buchhandlung von dem Verleger Max Niemeyer, großzügiges Ladenlokal mit umlaufender Galerie und Wendeltreppe in filigraner Gußeisenkonstruktion, einer der üppigsten Neurenaissancebauten der Innenstadt, Architekten Reinhold Knoch und Friedrich Kallmeyer                                                       | 094 04707          | Baudenkmal                   | Geschäftshaus           |
| Große Steinstraße 79, 80 (Karte)                                                     | Häusergruppe                             | Erbaut Ende des 19. Jahrhunderts, stattliche dreigeschossige Putzbauten, Nummer 79 im Kern barock, Umbauten im Innern in den 1920er/1930er Jahren | 094 12606          | Baudenkmal                   | Häusergruppe            |
| Große Ulrichstraße 4 (Karte)                                                         | Wohn- und Geschäftshaus                  | Erbaut um 1900, imposanter viergeschossiger Backsteinbau mit reicher Werksteingliederung, Satteldach mit Zwerchgiebeln, Neurenaissance | 094 04709          | Baudenkmal                   | Wohn- und Geschäftshaus |
| Große Ulrichstraße 7, Eckgebäude (Karte)                                             | Wohn- und Geschäftshaus                  | Erbaut 1897, Neurenaissanceziegelbau mit hohen, bis in die Dachzone reichenden Erkern, Sandsteinschmuckornamente, Straßenecke durch Erker betont | 094 04710          | Baudenkmal                   | Wohn- und Geschäftshaus |
| Große Ulrichstraße 7 (Karte)                                                         | Wohn- und Geschäftshaus                  | Erbaut Anfang des 20. Jahrhunderts, ehemaliges Textilkaufhaus W. F. Wollmer, viergeschossiger Werksteinbau mit hohem Zwerchgiebel, Rund- und Kastenerkern, neoklassizistisch geprägter Jugendstil | 094 12366          | Baudenkmal                   | Wohn- und Geschäftshaus |
| Große Ulrichstraße 9 (Karte)                                                         | Wohn- und Geschäftshaus                  | | 094 12367          | Baudenkmal                   | Wohn- und Geschäftshaus |
| Große Ulrichstraße 11 (Karte)                                                        | Wohn- und Geschäftshaus                  | Erbaut um 1900, viergeschossiger Putzbau mit bemerkenswert gestalteten Fenstergewänden und interessanten Stuckornamenten, Zwerchgiebel, Jugendstil | 094 04711          | Baudenkmal                   | Wohn- und Geschäftshaus |
| Große Ulrichstraße 12 (Karte)                                                        | Wohn- und Geschäftshaus                  | Erbaut Ende des 19. Jahrhunderts, dreigeschossiger Ziegelbau mit Putzgliederung und giebelbekröntem Seitenrisalit, repräsentative Neurenaissancefassade mit markanter Bossengliederung | 094 12368          | Baudenkmal                   | Wohn- und Geschäftshaus |
| Große Ulrichstraße 13 (Karte)                                                        | Kaufhaus                                 | Erbaut 1896, ehemaliges Kaufhaus Leonhardt & Schlesinger, monumental gegliedert durch voluminöse Erker und kolossale Halbsäulen, typisches Beispiel für die Warenhausarchitektur der Jahrhundertwende, heutige Form von 1913 | 094 04712          | Baudenkmal                   | Kaufhaus                |
| Große Ulrichstraße 16 (Karte)                                                        | Wohn- und Geschäftshaus                  | Erbaut 1897, ehemaliges Verlags- und Druckereigebäude der „Halleschen Nachrichten“, Ziegelbau in Ecklage mit polygonalem Eckturm und Zwerchgiebel, Neurenaissance, Architekten Albert und Ernst Giese | 094 80055          | Baudenkmal                   | Wohn- und Geschäftshaus |
| Große Ulrichstraße 17 (Karte)                                                        | Wohn- und Geschäftshaus                  | Erbaut ca. 1880/90, Ziegelbau mit Putzgliederung und großen Schaufenstern im Erdgeschoss und ersten Obergeschoss, auffällig akzentuiert durch pompöse neubarocke Ädikula über dem Mittelbalkon | 094 04713          | Baudenkmal                   | Wohn- und Geschäftshaus |
| Große Ulrichstraße 18 (Karte)                                                        | Wohn- und Geschäftshaus                  | Erbaut um 1900, viergeschossiger Ziegelbau in Ecklage mit Kastenerkern und Schweifgiebeln, Fassadendekor in Werkstein in renaissancehaften und floralen Jugendstilformen | 094 80056          | Baudenkmal                   | Wohn- und Geschäftshaus |
| Große Ulrichstraße 23 (Karte)                                                        | Kaufhaus                                 | Ehemaliges Konfektionshaus „Brummer & Benjamin“, erbaut 1901/02 ursprünglich in Jugendstilformen, in der DDR Möbelkaufhaus „Intecta“, Architekten Albert und Ernst Giese | 094 04716          | Baudenkmal                   | Weitere Bilder          |
| Große Ulrichstraße 24 (Karte)                                                        | Wohn- und Geschäftshaus                  | Erbaut ca. 1890, viergeschossiger Ziegelbau mit Putzgliederung in straßenbildprägender Ecklage, Fenster mit reich profilierten Ohrenfaschen in barockisierenden Formen | 094 80058          | Baudenkmal                   | Weitere Bilder          |
| Große Ulrichstraße 25 (Karte)                                                        | Wohn- und Geschäftshaus                  | Erbaut ca. 1890, viergeschossiger Putzbau in straßenbildprägender Ecklage mit vornehm-schlichter Fassadengliederung in Neurenaissanceformen | 094 80059          | Baudenkmal                   | Weitere Bilder          |
| Große Ulrichstraße 26, 27 (Karte)                                                    | Häusergruppe                             | Erbaut 1890, viergeschossige Ziegelbauten mit üppigem baukeramischem Schmuck in neubarocken Formen, hervorragendes Beispiel für den industriellen Baudekor im späten 19. Jahrhundert, prächtiges Portal | 094 04717          | Baudenkmal                   | Weitere Bilder          |
| Große Ulrichstraße 27 (Karte)                                                        | Wohn- und Geschäftshaus                  | Wohn- und Geschäftshaus | 094 56726          | Baudenkmal                   | Weitere Bilder          |
| Große Ulrichstraße 28 (Karte)                                                        | Wohn- und Geschäftshaus                  | Erbaut 1890/1891, reich gegliederter Putzbau mit aufwändiger Werksteingliederung der Neurenaissance und großer, segmentbogenförmig geöffneter Loggia im dritten Obergeschoss, Architekt Hans Walter | 094 08349          | Baudenkmal                   | Weitere Bilder          |
| Große Ulrichstraße 29 (Karte)                                                        | Wohnhaus                                 | Erbaut frühes 19. Jahrhundert, viergeschossiger, verputzter Fachwerkbau mit schlichter klassizistischer Fassadengliederung, zur ältesten, vorgründerzeitlichen Bebauung der Straße gehörend, später aufgestockt | 094 96835          | Baudenkmal                   | Weitere Bilder          |
| Große Ulrichstraße 31 (Karte)                                                        | Wohn- und Geschäftshaus                  | Erbaut Anfang des 20. Jahrhunderts, viergeschossiger Putzbau in straßenbildprägender Ecklage mit großen, über Eck gestellten Zwerchhäusern, sparsamer, aber eleganter Jugendstildekor | 094 80060          | Baudenkmal                   | Weitere Bilder          |
| Große Ulrichstraße 32 (Karte)                                                        | Wohn- und Geschäftshaus                  | Erbaut ca. 1890, viergeschossiger Ziegelbau in straßenbildprägender Ecklage mit reicher Putzgliederung in Neurenaissanceformen | 094 80061          | Baudenkmal                   | Wohn- und Geschäftshaus |
| Große Ulrichstraße 33 (Karte)                                                        | Wohn- und Geschäftshaus                  | Sogen. Jugendstilhaus, erbaut 1897/1898 von den Architekten Knoch und Kallmeyer und ihrem Mitarbeiter Otto Schnartz, extravaganter viergeschossiger Stahlbetonskelettbau mit Werksteinverblendungen, opulenter Bauschmuck (Mosaiken von H. K. Seliger, Relieffries von Fritz Mänicke)                                                                          | 094 04720          | Baudenkmal                   | Weitere Bilder          |
| Große Ulrichstraße 35 (Karte)                                                        | Wohn- und Geschäftshaus                  | Erbaut 1. Hälfte des 19. Jahrhunderts, schlichter dreigeschossiger Putzbau in Ecklage mit Mansarddach und umlaufenden Gesimsbändern, zur ältesten, vorgründerzeitlichen Bebauung der Großen Ulrichstraße gehörend | 094 04721          | Baudenkmal                   | Wohn- und Geschäftshaus |
| Große Ulrichstraße 36 (Karte)                                                        | Wohn- und Geschäftshaus                  | Erbaut 18./19. Jahrhundert, ehemaliges Wohnhaus des Mediziners Johann Christian Reil, im Kern 16. Jahrhundert, breitgelagerter, dreigeschossiger Putzbau mit Neurenaissancefassadengliederung | 094 04722          | Baudenkmal                   | Weitere Bilder          |
| Große Ulrichstraße 38 (Karte)                                                        | Wohn- und Geschäftshaus                  | Für die Buch- und Kunsthandlung Tausch & Grosse 1906 errichteter Ziegelbau mit Schweifgiebel, Kastenerker und Kolonnade im dritten Obergeschoss, repräsentative Jugendstilfassade, Architekten Theodor Lehmann und Gustav Wolff | 094 04723          | Baudenkmal                   | Wohn- und Geschäftshaus |
| Große Ulrichstraße 42 (Karte)                                                        | Wohn- und Geschäftshaus                  | Erbaut 1895, dreigeschossiger Ziegelbau mit Mansarddach und Zwerchgiebeln, schlichter eklektizistischer Putzdekor | 094 80062          | Baudenkmal                   | Wohn- und Geschäftshaus |
| Große Ulrichstraße 43 (Karte)                                                        | Wohn- und Geschäftshaus                  | Erbaut um 1540, dreigeschossiger Putzbau der Renaissance mit Nischenportal unter Kleeblattbogen, profilierten Fenstergesimsen und barocken Türblättern, Umbauten im 18./19. Jahrhundert | 094 04726          | Baudenkmal                   | Weitere Bilder          |
| Große Ulrichstraße 44 (Karte)                                                        | Wohn- und Geschäftshaus                  | Erbaut Ende des 19. Jahrhunderts, viergeschossiger Ziegelbau, Segmentbogenfenster und reich gegliederter, mit geschweiftem Giebel bekrönter Mittelerker in spätgotisch-renaissancehaften Formen | 094 80063          | Baudenkmal                   | Wohn- und Geschäftshaus |
| Große Ulrichstraße 45 (Karte)                                                        | Wohn- und Geschäftshaus                  | Erbaut ca. 1890, dreigeschossiger Putzbau mit Mansarddach, ausgewogen gegliederte Neurenaissancefassade mit Rundbogenfenstern in der Beletage und im zweiten Obergeschoss | 094 04725          | Baudenkmal                   | Wohn- und Geschäftshaus |
| Große Ulrichstraße 46 (Karte)                                                        | Wohn- und Geschäftshaus                  | Erbaut ca. 1890, dreigeschossiger Putzbau mit reich dekorierter Neubarockfassade, im zweiten Obergeschoss Figurennische mit Bacchus-Statue | 094 80064          | Baudenkmal                   | Wohn- und Geschäftshaus |
| Große Ulrichstraße 47 (Karte)                                                        | Wohn- und Geschäftshaus                  | Erbaut ca. 1912, dreigeschossiger Putzbau mit großen Gaupen und kolossaler Pilastergliederung, stark vertikal betonte Fassade in strengen Formen des späten Jugendstils, Architekt Friedrich Kallmeyer | 094 96836          | Baudenkmal                   | Wohn- und Geschäftshaus |
| Große Ulrichstraße 49 (Karte)                                                        | Kaufhaus                                 | Ehemaliges Konfektionshaus Assmann, 1912 erbaut an Stelle eines gründerzeitlichen Wohn- und Geschäftshauses von 1891, straßenbildbeherrschender Turmbau mit Kuppel und streng gegliederter Rasterfassade in neoklassizistischen Formen | 094 04727          | Baudenkmal                   | Weitere Bilder          |
| Große Ulrichstraße 51, Ecke Große Ulrichstraße/Schulstraße (Karte)                   | Theater                                  | Neues Theater, ehemalige „Kaisersäle“, erbaut ca. 1890/91, straßenseitig viergeschossiges Wohn- und Geschäftshaus mit in den 1920er Jahren sachlich umgestalteter Fassade, rückwärtig großer Saalbau mit repräsentativem Stuckdekor | 094 80065          | Baudenkmal                   | Weitere Bilder          |
| Große Ulrichstraße 51, Schaufront zur Großen Ulrichstraße (Karte)                    | Wohn- und Geschäftshaus                  | Erbaut ca. 1890/91, ehemalige „Kaisersäle“, straßenseitig viergeschossiges Wohn- und Geschäftshaus der Gründerzeit mit in den 1920er Jahren sachlich umgestalteter Fassade | 094 04728          | Baudenkmal                   | Weitere Bilder          |
| Große Ulrichstraße 51, in der Schulstraße gelegen (Karte)                            | Wohn- und Geschäftshaus                  | Erbaut ca. 1880/90, breitgelagerter, zweigeschossiger Putzbau mit schöner Arkadenfensterfolge, mit eingestellter Säule in Neurenaissanceformen im ersten Obergeschoss | 094 13589          | Baudenkmal                   | Wohn- und Geschäftshaus |
| Große Ulrichstraße 51 (Karte)                                                        | Wohnhaus                                 | | 094 13590          | Baudenkmal                   | Wohnhaus                |
| Große Ulrichstraße 52 (Karte)                                                        | Wohn- und Geschäftshaus                  | Erbaut 1890, viergeschossiger Ziegelbau in straßenbildbeherrschender Ecklage mit Erker und Eckturm, reiche Fassade mit eklektizistischem Werksteindekor in Neurenaissance- und Barockformen | 094 04729          | Baudenkmal                   | Wohn- und Geschäftshaus |
| Große Ulrichstraße 53 (Karte)                                                        | Wohn- und Geschäftshaus                  | Schmaler Putzbau in Traufstellung mit vorkragenden Obergeschossen, in der Art hallescher Fachwerkbauten des 16.–17. Jahrhunderts | 094 04730          | Baudenkmal                   | Wohn- und Geschäftshaus |
| Große Ulrichstraße 56 (Karte)                                                        | Wohn- und Geschäftshaus                  | Erbaut ca. 1890, viergeschossiger Ziegelbau mit großen Schaufenstern im ersten und zweiten Obergeschoss, reicher barockisierender Fassadendekor aus Werkstein | 094 80066          | Baudenkmal                   | Wohn- und Geschäftshaus |
| Große Ulrichstraße 58 (Karte)                                                        | Wohn- und Geschäftshaus                  | Erbaut um 1900, Ziegelbau mit polygonalem Mittelerker und hohem Zwerchgiebel, im dritten Obergeschoss originelle Fensterbekrönung als Jugendstilvariante spätgotischer Vorhangbögen | 094 80067          | Baudenkmal                   | Wohn- und Geschäftshaus |
| Große Ulrichstraße 59 (Karte)                                                        | Wohn- und Geschäftshaus                  | Erbaut Ende des 19. Jahrhunderts, viergeschossiger Klinkerbau mit markanter, stark vertikalbetonter Fassade in Anlehnung an spätgotische und Renaissanceformen, eine der qualitätvollsten historisierenden Fassadenschöpfungen in Halle | 094 04731          | Baudenkmal                   | Weitere Bilder          |
| Großer Berlin (Karte)                                                                | Portal                                   | Portal der ehem. Synagoge | 094 04735          | Baudenkmal                   | Weitere Bilder          |
| Großer Berlin 1 (Karte)                                                              | Wohnhaus                                 | Erbaut Ende des 19. Jahrhunderts, dreigeschossiger Putzbau mit zwei dreiachsigen Risaliten und reichem Stuckdekor im Neurenaissancestil aus Halbsäulen, Pilastern und Dreiecksgiebeln | 094 13228          | Baudenkmal                   | Wohnhaus                |
| Großer Berlin 12 (Karte)                                                             | Verwaltungsbau                           | Erbaut 1883, ehem. Eich- und Waageamt, platzbildbeherrschender Ziegelbau mit repräsentativer Werksteingliederung, zweites Obergeschoss durch Pilaster betont, vorzüglich proportionierter Neurenaissancebau italianisierenden Charakters | 094 12400          | Baudenkmal                   | Weitere Bilder          |
| Großer Berlin 14 (Karte)                                                             | Wohnhaus                                 | Erbaut Ende des 18. Jahrhunderts, in markanter Ecksituation gelegener, zweigeschossiger, barocker, verputzter Fachwerkbau mit Giebeln und Gaupen | 094 13073          | Baudenkmal                   | Weitere Bilder          |
| Großer Sandberg 16 (Karte)                                                           | Wohnhaus                                 | | 094 11489          | Baudenkmal                   | BW                      |
| Gustav-Anlauf-Straße 11 (Karte)                                                      | Wohnhaus                                 | | 094 96844          | Baudenkmal                   | Wohnhaus                |
| Gutjahrstraße 1 (Karte)                                                              | Schule                                   | Gutjahrschule, erbaut 1899–1901, symmetrische Fassade mit gotisierenden Elementen, Architekt Carl Rehorst | 094 04739          | Baudenkmal                   | Schule                  |
| Hackebornstraße 3 (Karte)                                                            | Wohnhaus                                 | Erbaut ca. 1890, viereinhalbgeschossiger Ziegelbau mit Mittelerker und spitzen Dachgaupen, reiche Putzgliederung in Neurenaissanceformen | 094 80069          | Baudenkmal                   | Wohnhaus                |
| Hackebornstraße 4 (Karte)                                                            | Wohnhaus                                 | Erbaut um 1890, repräsentativer, viergeschossiger Ziegelbau mit neubarocker Putzgliederung und Mansarddach in markanter Ecklage | 094 13133          | Baudenkmal                   | Wohnhaus                |
| Hackebornstraße 4a (Karte)                                                           | Wohnhaus                                 | Erbaut um 1900, schlichter fünfgeschossiger Ziegelbau mit gegliedertem Putzdekor in Renaissanceformen | 094 13135          | Baudenkmal                   | Wohnhaus                |
| Hallmarkt (Karte)                                                                    | Platz                                    | Hallmarkt | 094 96851          | Baudenkmal                   | Weitere Bilder          |
| Hallorenring (Karte)                                                                 | Stadtmauer                               | Zwischen der Moritzkirche und dem Polizeipräsidium verlaufende, ehemals die Stadt zur Hallsaale begrenzende Mauer aus Bruchsteinen, Relikt der ehemaligen mittelalterlichen Stadtbefestigung | 094 96853          | Baudenkmal                   | Stadtmauer              |
| Hansering (Karte)                                                                    | Denkmal                                  | Fahnenmonument „Flamme der Revolution“, 1967 zum 50. Jahrestag der russischen Oktoberrevolution von Sigbert Fliegel und Herbert Müller in Betonkonstruktion errichtet | 094 13100          | Baudenkmal                   | Weitere Bilder          |
| Hansering 1 (Karte)                                                                  | Wohn- und Geschäftshaus                  | Erbaut ca. 1880, viereinhalbgeschossiger Putzbau des Spätklassizismus mit Flachdach und prächtigem, mit Säulen ausgestelltem Runderker in herausgehobener städtebaulicher Position | 094 80070          | Baudenkmal                   | Wohn- und Geschäftshaus |
| Hansering 5 (Karte)                                                                  | Wohn- und Geschäftshaus                  | Viergeschossiger, repräsentativer Putzbau im Stil der italienischen Renaissance, als erstes Haus der neugeschaffenen Promenade 1873 erbaut | 094 80071          | Baudenkmal                   | Wohn- und Geschäftshaus |
| Hansering 8 (Karte)                                                                  | Architekturdetail                        | Erbaut ca. 1880, viergeschossiger Putzbau mit prachtvollem, säulengeschmücktem, neubarockem Mittelerker | 094 80072          | Baudenkmal                   | Architekturdetail       |
| Hansering 11 (Karte)                                                                 | Wohnhaus                                 | Erbaut Ende des 19. Jahrhunderts, viergeschossiger, repräsentativer Ziegelbau mit Putzgliederung, polygonalem Mittelerker und bekrönendem Giebel in Neubarockformen | 094 13047          | Baudenkmal                   | Wohnhaus                |
| Hansering 13 (Karte)                                                                 | Gerichtsgebäude                          | Landgericht Halle, erbaut 1905, mächtiger, viergeschossiger Putzbau mit Sandsteinverblendung, prächtig übergiebelter Mittelrisalit und hohe, mit Schweifhelmen bekrönte Flankentürme, außen und innen reiche Bauzier im Stil der späten Gotik, einer der aufwändigsten Justizpaläste de Historismus, Architekt Paul Thoemer                                    | 094 04747          | Baudenkmal                   | Weitere Bilder          |
| Hansering 14 (Karte)                                                                 | Wohn- und Geschäftshaus                  | Erbaut 1904, viereinhalbgeschossiger, verputzter Eckbau im Stil der deutschen Renaissance mit Schweifgiebeln und polygonalem helmbekrönten Eckerker | 094 13635          | Baudenkmal                   | Wohn- und Geschäftshaus |
| Hansering 19 / Große Steinstraße 72 (Karte)                                          | Postamt                                  | Erbaut 1892–1896 als Dienstsitz der Oberpostdirektion Halle mit Postamt, kolossaler, platz- und straßenbildbeherrschender dreigeschossiger Sandsteinbau, reiche Bauzier und Skulpturenschmuck in neuromanischen Formen, Architekt Richard Klauwell | 094 04704          | Baudenkmal                   | Weitere Bilder          |
| Jägergasse 1 (Karte)                                                                 | Portal                                   | Als Spolie versetztes spätbarockes Portal vom Anfang des 18. Jh. mit von Trophäen umgebenem Medusenhaupt als Bekrönung, Haus von 1907 abgerissen, Neubau unter Einfügung des Portals 2019 | 094 04768          | Baudenkmal                   | Weitere Bilder          |
| Joliot-Curie-Platz neben Joliot-Curie-Platz 1 (Karte)                                | Portal                                   | Reich verziertes Sandsteinportal mit neugotischem Türblatt, reiches Rankenwerk, feine Steinmetzarbeit der spätesten Gotik im Übergang zur Renaissance, Mitte/Ende des 16. Jahrhunderts | 094 96877          | Baudenkmal                   | Portal                  |
| Joliot-Curie-Platz 1, 1a (Karte)                                                     | Häusergruppe                             | Erbaut um 1900, vier- bis fünfgeschossige aufwändige Ziegelbauten mit prächtigen Erkern und hohen durchbrochenen Giebeln im monumental übersteigerten Stil hallescher Bürgerhäuser der Spätgotik, Architekten Albert und Ernst Giese | 094 96878          | Baudenkmal                   | Weitere Bilder          |
| Joliot-Curie-Platz 1a (Karte)                                                        | Wohn- und Geschäftshaus                  | Wohn- und Geschäftshaus | 094 56727          | Baudenkmal                   | Weitere Bilder          |
| Kaulenberg 1 (Karte)                                                                 | Gasthof                                  | Gasthof Erbaut Ende 18. / Anfang 19. Jahrhundert, breitgelagerter Putzbau mit Mansarddach und Zwischengesims, symmetrisch aufgebaute Fassade mit zentralem Portal, im Kern barock, spätere Umbauten | 094 04776          | Baudenkmal                   | Gasthof                 |
| Kaulenberg 3 (Karte)                                                                 | Wohnhaus                                 | Haus existiert nicht mehr, Baulücke | 094 12380          | Baudenkmal                   | BW                      |
| Kaulenberg 5, 6 (Karte)                                                              | Wohnhaus                                 | Erbaut Anfang des 20. Jahrhunderts, dreigeschossiger Ziegelbau mit Putzgliederung und sparsamem Jugendstildekor | 094 13269          | Baudenkmal                   | Wohnhaus                |
| Kleine Klausstraße 3 (Karte)                                                         | Gasthof                                  | Erbaut 1903 als Hotel, Dreiflügelanlage, benannt nach dem hier ehemals gelegenen historischen Gasthof „Zu den drei Königen“, Jugendstil | 094 04811          | Baudenkmal                   | Weitere Bilder          |
| Kleine Klausstraße 4 (Karte)                                                         | Wohnhaus                                 | Erbaut 18. Jahrhundert, schlichter dreigeschossiger barocker Putzbau am Domplatz, Fassadengliederung original erhalten, repräsentatives Sandsteinportal um Holztür mit geometrischen Schnitzereien | 094 13588          | Baudenkmal                   | Weitere Bilder          |
| Kleine Klausstraße 5 (Karte)                                                         | Wohnhaus                                 | Wohnhaus, am 22. Februar 2016 als Denkmal ausgewiesen |                    | Baudenkmal                   | BW                      |
| Kleine Klausstraße 6 (Karte)                                                         | Wohnhaus                                 | Ehemaliger „Kleiner Packhof“, schlichter, dreigeschossiger Putzbau mit Mezzanin, großes Renaissancerundbogenportal aus dem 16. Jahrhundert mit schmiedeeisernem Gittertor von 1912 | 094 13585          | Baudenkmal                   | Weitere Bilder          |
| Kleine Klausstraße 16 (Karte)                                                        | Gasthof                                  | Ehemaliger Gasthof, erbaut nach 1532, langgestreckter zweigeschossiger Baukörper mit Tordurchfahrten, repräsentativer Bau der Frührenaissance | 094 04784          | Baudenkmal                   | Weitere Bilder          |
| Kleine Klausstraße 18 (Karte)                                                        | Wohnhaus                                 | An einer platzartigen Erweiterung der Straße gelegener schlichter, barocker, verputzter Fachwerkbau; erstes und zweites Obergeschoss auskragend, im Kern wohl 16. Jahrhundert, mehrfach umgebaut, wichtiges bauliches Zeugnis der frühen Neuzeit | 094 13268          | Baudenkmal                   | Wohnhaus                |
| Kleine Märkerstraße 1 (Karte)                                                        | Gemeindehaus                             | Erbaut 1892/93, ehemaliges Diakonatsgebäude der Ulrichsgemeinde, dreigeschossiger schlichter Ziegelbau mit schmalem Mittelrisalit und Segmentbogenfenstern | 094 13188          | Baudenkmal                   | Gemeindehaus            |
| Kleine Märkerstraße 5 (Karte)                                                        | Wohnhaus                                 | Kleine Märkerstraße 5 | 094 13254          | Baudenkmal                   | Weitere Bilder          |
| Kleine Märkerstraße 6 (Karte)                                                        | Lager                                    | Kleine Märkerstraße 6, Niederlagsgebäude, Seilerei, rechts an die Nr. 5 anschließend | 094 04786          | Baudenkmal                   | Lager                   |
| Kleine Märkerstraße 8 (Karte)                                                        | Fabrik                                   | Erbaut 1890 für die Drogenhandlung Wilhelm Kathe; straßenbildprägender, breitgelagerter, viergeschossiger Ziegelbau in markanter Ecklage mit giebelbekrönten Risaliten, originale Fenster fast durchgängig erhalten | 094 13185          | Baudenkmal                   | Fabrik                  |
| Kleine Märkerstraße 10 (Karte)                                                       | Wohn- und Geschäftshaus                  | Erbaut im letzten Viertel des 19. Jahrhunderts, dreigeschossiger Putzbau, in den Obergeschossen mit Risalit, darüber Zwerchhaus, der Neurenaissance naher Stuckdekor im Fensterbereich und über der Tordurchfahrt | 094 11554          | Baudenkmal                   | Wohn- und Geschäftshaus |
| Kleine Märkerstraße 11 (Karte)                                                       | Wohn- und Geschäftshaus                  | Erbaut 1889, viergeschossiger, neubarocker Ziegelbau mit üppigem Stuckdekor aus Dreiviertelsäulen, Giebeln, Konsolen, Kugel- und Zahnschnittfries sowie plastisch sehr ausgeprägten Masken(Inschrift) | 094 13225          | Baudenkmal                   | Weitere Bilder          |
| Kleine Steinstraße 7 (Karte)                                                         | Gerichtsgebäude                          | Erbaut 1906–1910 als Amtsgericht, barockisierende Dreiflügelanlage über rustiziertem Sockelgeschoss, am Nordflügel barocker Erker und Portal des 1905 abgerissenen Vorgängerbaus aus dem 17. Jahrhundert als Spolien angebaut, Architekten Paul Thoemer und Karl Illert                                                                                        | 094 04787          | Baudenkmal                   | Weitere Bilder          |
| Kleine Steinstraße 7                                                                 | Gerichtsgebäude                          | Gerichtsgebäude | 094 04787 001      | Teilobjekt eines Baudenkmals |                         |
| Kleine Steinstraße 7, Hof                                                            | Gerichtsgebäude                          | Gerichtsgebäude | 094 04787 002      | Teilobjekt eines Baudenkmals |                         |
| Kleine Steinstraße 7, im Hof                                                         | Gefängnis                                | Gefängnis | 094 04787 003      | Teilobjekt eines Baudenkmals |                         |
| Kleine Ulrichstraße 1 (Karte)                                                        | Wohn- und Geschäftshaus                  | Wohn- und Geschäftshaus Erbaut vermutlich im 18. Jahrhundert, dreigeschossiger Putzbau mit barocken und Jugendstilelementen, im Erdgeschoss reich profilierte spätbarocke Ohrenfaschen als Fensterrahmung, aus- und umgebaut Ende des 19. Jahrhunderts | 094 13219          | Baudenkmal                   | Weitere Bilder          |
| Kleine Ulrichstraße 2 (Karte)                                                        | Wohnhaus                                 | Wohn- und Geschäftshaus der Domgemeinde, errichtet 1912, drei zur Domgemeinde gehörende drei- bis viergeschossige Putzbauten in straßenbildprägender Ecklage mit Zwerchhäusern, neoklassizistisch geprägte Jugendstilformen | 094 15099          | Baudenkmal                   | Wohnhaus                |
| Kleine Ulrichstraße 3 (Karte)                                                        | Wohnhaus                                 | Erbaut Ende des 19. Jahrhunderts, viergeschossiger Ziegelbau in straßenbildprägender Ecklage mit bemerkenswertem Segmentbogenerker und reich gestaltetem Portal in Neurenaissanceformen | 094 13094          | Baudenkmal                   | Wohnhaus                |
| Kleine Ulrichstraße 7 (Karte)                                                        | Wohnhaus                                 | Erbaut 1707 als repräsentatives barockes Wohnhaus des Juristen Johann Schröder, Sprenggiebelportal mit allegorischen Figuren der Justitia (Gerechtigkeit) und Fides (Glaube) | 094 04788          | Baudenkmal                   | Wohnhaus                |
| Kleine Ulrichstraße 11 (Karte)                                                       | Wohn- und Geschäftshaus                  | Erbaut 1909, drei- bis viergeschossiger Ziegelbau in straßenbildprägender Ecklage, mit hohen Schweifgiebeln und Eckerkern, schöne ornamentale Jugendstilreliefs | 094 13089          | Baudenkmal                   | Weitere Bilder          |
| Kleine Ulrichstraße 12 (Karte)                                                       | Wohn- und Geschäftshaus                  | Erbaut 1909, repräsentativer dreigeschossiger Ziegelbau mit Zwerchhaus in Fachwerk, in den Fensterbrüstungen origineller, abstrakt gestalteter Jugendstilputzdekor | 094 13076          | Baudenkmal                   | Wohn- und Geschäftshaus |
| Kleine Ulrichstraße 15 (Karte)                                                       | Wohn- und Geschäftshaus                  | Erbaut 18. Jahrhundert, zweigeschossiger traufständiger Putzbau in Fachwerkkonstruktion mit steilem Satteldach und Zwerchhaus, Beispiel eines bescheidenen städtischen Wohnhauses der Barockzeit | 094 13096          | Baudenkmal                   | Wohn- und Geschäftshaus |
| Kleine Ulrichstraße 17 (Karte)                                                       | Wohnhaus                                 | sog. Schätzerei, dreigeschossiger Putzbau in spätklassizistischen Formen, älterer Bau von 1662 durchgreifend umgebaut, weitere Umbauten erste Hälfte 18. Jahrhundert und ca. 1870 | 094 04789          | Baudenkmal                   | Wohnhaus                |
| Kleine Ulrichstraße 18 (Karte)                                                       | Wohn- und Geschäftshaus                  | Erbaut um 1900, repräsentativer viergeschossiger Putzbau mit schweifgiebelbekrönter Mittelachse und anschließenden Erkern im ersten und zweiten Obergeschoss, Jugendstil mit barockisierenden und Neurenaissanceelementen | 094 04790          | Baudenkmal                   | Wohn- und Geschäftshaus |
| Kleine Ulrichstraße 18a (Karte)                                                      | Wohn- und Geschäftshaus                  | Erbaut um 1900, repräsentativer Putzbau mit schweifgiebelbekrönter Mittelachse und anschließenden Erkern im ersten und zweiten Obergeschoss, architektonische Einheit mit Nummer 18 und 19, Jugendstil mit barockisierenden und Neurenaissanceelementen | 094 13095          | Baudenkmal                   | Wohn- und Geschäftshaus |
| Kleine Ulrichstraße 19 (Karte)                                                       | Wohn- und Geschäftshaus                  | Erbaut Ende des 19. Jahrhunderts, viergeschossiger Putzbau mit Mittelerker und Schweifgiebel in vom Jugendstil geprägten und mit barockisierenden Elementen durchsetzten Neurenaissanceformen | 094 13099          | Baudenkmal                   | Wohn- und Geschäftshaus |
| Kleine Ulrichstraße 22 (Karte)                                                       | Wohn- und Geschäftshaus                  | Erbaut 1890, repräsentativer dreigeschossiger Ziegelbau mit reichem Terrakottadekor in üppigen neubarocken Formen | 094 04792          | Baudenkmal                   | Weitere Bilder          |
| Kleine Ulrichstraße 23 (Karte)                                                       | Wohnhaus                                 | Erbaut 1838, schlichter viergeschossiger Putzbau mit korbbogigem Portal und Gurtgesimsen, Beispiel eines biedermeierlichen Wohnhauses in nachbarocker-spätklassizistischer Formensprache, Architekt Stange | 094 96901          | Baudenkmal                   | Wohnhaus                |
| Kleine Ulrichstraße 24 (Karte)                                                       | Wohnhaus                                 | Erbaut 1890/92, ansehnlicher dreigeschossiger Ziegelbau in straßenbildprägender Ecklage mit reichem Putzdekor im Stil der Neurenaissance | 094 12382          | Baudenkmal                   | Wohnhaus                |
| Kleine Ulrichstraße 26 (Karte)                                                       | Wohn- und Geschäftshaus                  | Erbaut ca. 1890, repräsentativer dreigeschossiger Ziegelbau mit reicher, neubarocker Putzgliederung | 094 12381          | Baudenkmal                   | Wohn- und Geschäftshaus |
| Kleine Ulrichstraße 28 (Karte)                                                       | Wohnhaus                                 | Erbaut um 1900, dreigeschossiger Putzbau, innen barockisierende Vertäfelung, mittelalterliche Kellerräume mit Kreuzgratgewölben | 094 15166          | Baudenkmal                   | Wohnhaus                |
| Kleine Ulrichstraße 29 (Karte)                                                       | Wohnhaus                                 | Erbaut ca. 1880/90, dreigeschossiger Putzbau mit plastisch gestaltener Neurenaissancefassade mit Seitenrisalit | 094 14166          | Baudenkmal                   | Wohnhaus                |
| Kleine Ulrichstraße 31 (Karte)                                                       | Wohn- und Geschäftshaus                  | Erbaut ca. 1910, viergeschossiger Klinkerbau mit reich reliefiertem Mauerwerk und hohem Rundgiebel, an der Fassade Erinnerungstafel an den Volksdichter Carl Weise (geb. 1813), dessen Geburtshaus an dieser Stelle stand | 094 14167          | Baudenkmal                   | Weitere Bilder          |
| Kleine Ulrichstraße 33 (Karte)                                                       | Wohnhaus                                 | Dreistöckiger Fachwerkbau in Ecklage mit auskragenden Obergeschossen, prächtiges Sichtfachwerk, innen Bohlenstube, einer der wenigen erhaltenen aufwändigen Fachwerkbauten der Renaissance in Halle, inschriftlich datiert 1591 | 094 04795          | Baudenkmal                   | Weitere Bilder          |
| Kleine Ulrichstraße 36 (Karte)                                                       | Ausspanne                                | Ehemaliger Gasthof „Zu den Drei Königen“, bereits im 16. Jahrhundert erwähnt, 1745/46 Umbau | 094 04796          | Baudenkmal                   | Ausspanne               |
| Kleiner Berlin 1 (Karte)                                                             | Wohnhaus                                 | Erbaut Ende 17. Jahrhundert/18. Jahrhundert, repräsentativer, platzbildprägender, zweigeschossiger Putzbau mit steilem Satteldach in Traufenstellung und Hofflügel, korbbogige Hofdurchfahrt | 094 04800          | Baudenkmal                   | Wohnhaus                |
| Kleiner Berlin 2 (Karte)                                                             | Wohnhaus                                 | Erbaut ca. 1880/90, viergeschossiger Putzbau mit Eckerker in platzbildbeherrschender Ecklage, überreich dekorierte Fassade mit Rustika- und Pilastergliederung in üppigen neubarocken Formen | 094 70100          | Baudenkmal                   | Weitere Bilder          |
| Kleiner Sandberg 3 (Karte)                                                           | Wohnhaus                                 | Erbaut 18./19. Jahrhundert, schlichter dreigeschossiger Putzbau mit leicht vorkragenden Obergeschossen und schönen barocken Türblättern | 094 13180          | Baudenkmal                   | Wohnhaus                |
| Kleiner Sandberg 5 (Karte)                                                           | Wohnhaus                                 | Erbaut 17./18. Jahrhundert, stattlicher zweigeschossiger Fachwerkbau auf unregelmäßigem Grundriss mit auskragendem Obergeschoss und steilem schiefen Giebel, städtebaulich bedeutsam als mittig platzierter Abschluss der Gasse | 094 04801          | Baudenkmal                   | Weitere Bilder          |
| Kleinschmieden 4 (Karte)                                                             | Wohn- und Geschäftshaus                  | Sogen. Dürer-Haus, vierstöckiger, sehr schmaler und hoher giebelständiger Fachwerkbau, dendrochronologisch datiert auf 1520, eines der letzten Giebelhäuser in Halle | 094 08348          | Baudenkmal                   | Wohn- und Geschäftshaus |
| Kleinschmieden 6 (Karte)                                                             | Wohn- und Geschäftshaus                  | Erbaut 1896, viergeschossiger Ziegelbau mit Eckerker und reicher Werksteingliederung in Neurenaissanceformen in straßenbildprägender Ecklage | 094 04803          | Baudenkmal                   | Weitere Bilder          |
| Kuhgasse 1 (Karte)                                                                   | Gaststätte                               | Ehemals Gaststätte „Zur Franziskanerhalle“, hier gegründet 1887, viergeschossiger Putzbau in Fachwerkkonstruktion, erbaut Mitte des 19. Jahrhunderts | 094 12397          | Baudenkmal                   | Gaststätte              |
| Kuhgasse 6 (Karte)                                                                   | Wohnhaus                                 | Erbaut um 1900, dreigeschossiger Putzbau mit interessanter Vertikalgliederung im Jugendstil, gedrechselte Holzfenster | 094 12395          | Baudenkmal                   | Wohnhaus                |
| Kuhgasse 8 (Karte)                                                                   | Wohnhaus                                 | Erbaut ca. 1890, dreigeschossiger Ziegelbau mit repräsentativer, stark reliefierter Putzgliederung im Stil der Neurenaissance | 094 12398          | Baudenkmal                   | Wohnhaus                |
| Kuhgasse 9 (Karte)                                                                   | Wohnhaus                                 | Erbaut ca. 1890, dreigeschossiger Ziegelbau mit repräsentativer, stark reliefierter Putzgliederung, Neurenaissance | 094 70111          | Baudenkmal                   | Wohnhaus                |
| Kuhgasse 10 (Karte)                                                                  | Wohnhaus                                 | Erbaut ca. 1880/90, dreigeschossiger Ziegelbau mit repräsentativer eklektizistischer Fassade, Beletage mit reichem neubarocken Stuck | 094 16409          | Baudenkmal                   | Wohnhaus                |
| Kuhgasse, Kutschgasse (Karte)                                                        | Mauer                                    | | 094 04810          | Baudenkmal                   | Mauer                   |
| Kutschgasse 4 (Karte)                                                                | Wohnhaus                                 | Zweigeschossiger, traufständiger Putzbau mit Satteldach, gekoppelten Fenstern und reich profilierten Gewänden im Stil der Renaissance, im Kern mittelalterlicher Wohnturm, heutiges Erscheinungsbild geprägt vom Um- und Ausbau des 16. Jahrhunderts | 094 13059          | Baudenkmal                   | Wohnhaus                |
| Kühler Brunnen 1 (Karte)                                                             | Wohnhaus                                 | Renaissancepalais „Kühler Brunnen“, erbaut 1520–1530, palastartig ausgedehntes Wohn- und Handelshaus des halleschen Patriziers Hans von Schönitz, hofseitig verglaste Fachwerkgalerie und Wendelstein, anspruchsvolle Zweck- und Repräsentationsarchitektur des 16. Jahrhunderts                                                                               | 094 11591          | Baudenkmal                   | Weitere Bilder          |
| Leipziger Straße 3 (Karte)                                                           | Geschäftshaus                            | Erbaut 1927/1928, Putzbau mit Flachdach und Fensterbändern in den klaren kubischen Formen des Neuen Bauens in herausgehobener Eckpossition, Architekt Otto Steinkopf | 094 13207          | Baudenkmal                   | Geschäftshaus           |
| Leipziger Straße 4 (Karte)                                                           | Wohn- und Geschäftshaus                  | Erbaut erste Hälfte des 19. Jh., traufständiger Putzbau mit klassizistischer Fassade, ältestes Haus der Leipziger Straße und Relikt der vorgründerzeitlichen Bebauung der Altstadt | 094 13208          | Baudenkmal                   | Wohn- und Geschäftshaus |
| Leipziger Straße 6 (Karte)                                                           | Kaufhaus                                 | Ehemaliges Textilwarenhaus Weddy-Pönicke & Steckner AG, erbaut 1900 von Knoch/Kallmeyer, unter der Traufe originelle Variation spätgotischer Vorhangbögen und vorzüglicher Ornamentfries mit Schlangenmotiv in extravaganten Jugendstilformen | 094 04820          | Baudenkmal                   | Kaufhaus                |
| Leipziger Straße 8 (Karte)                                                           | Wohn- und Geschäftshaus                  | Erbaut 1888, viergeschossiger Putzbau mit polygonalem Mittelerker, Neubarockfassade mit voluminösen Kartuschen und Balustraden, Architekt E. Greve | 094 13263          | Baudenkmal                   | Weitere Bilder          |
| Leipziger Straße 12 (Karte)                                                          | Wohn- und Geschäftshaus                  | Erbaut 1891, viergeschossiger Ziegelbau mit Stuckgliederung in Ecklage und üppig stuckierten Zwerchhäusern, pompöses neubarockes Fassadenbild | 094 13200          | Baudenkmal                   | Weitere Bilder          |
| Leipziger Straße 14 (Karte)                                                          | Wohn- und Geschäftshaus                  | Erbaut ca. 1890, viergeschossiger Ziegelbau mit großem Volutengiebel und repräsentativer, reich stuckierter Neurenaissancefassade | 094 07947          | Baudenkmal                   | Wohn- und Geschäftshaus |
| Leipziger Straße 15 (Karte)                                                          | Wohn- und Geschäftshaus                  | Erbaut 1925, viergeschossiger Putzbau mit hohem Spitzgiebel, Erdgeschoss mit reicher Keramikverkleidung, Ornament in expressionistischer Manier der Kunstgewerbeschule Burg Giebichenstein, Architekt Hermann Frede | 094 04821          | Baudenkmal                   | Wohn- und Geschäftshaus |
| Leipziger Straße 16 (Karte)                                                          | Wohn- und Geschäftshaus                  | Erbaut 1903, Ziegelbau mit Putzgliederung in Ecklage mit polygonalem Eckerker und auffällig geschweiften Zwerchgiebeln, reicher floraler Jugendstildekor | 094 13251          | Baudenkmal                   | Weitere Bilder          |
| Leipziger Straße 19 (Karte)                                                          | Wohn- und Geschäftshaus                  | Erbaut letztes Viertel des 19. Jahrhunderts, Neurenaissancefassade | 094 13248          | Baudenkmal                   | Wohn- und Geschäftshaus |
| Leipziger Straße 21 (Karte)                                                          | Wohn- und Geschäftshaus                  | Erbaut ca. 1870/80, viergeschossiger Backsteinbau mit schöner Rundbogenfenstergliederung | 094 13247          | Baudenkmal                   | Wohn- und Geschäftshaus |
| Leipziger Straße 23 (Karte)                                                          | Wohn- und Geschäftshaus                  | Erbaut 1890, viergeschossiger Backsteinbau mit repräsentativer neubarocker Fassade | 094 13244          | Baudenkmal                   | Weitere Bilder          |
| Leipziger Straße 24 (Karte)                                                          | Wohn- und Geschäftshaus                  | Erbaut Ende des 19. Jahrhunderts, viergeschossiger Putzbau mit gut gegliederter Neurenaissancefassade | 094 13243          | Baudenkmal                   | Wohn- und Geschäftshaus |
| Leipziger Straße 26 (Karte)                                                          | Torturm                                  | Leipziger Turm, erbaut 2. Hälfte des 15. Jahrhunderts, einziger von der mittelalterlichen Stadtbefestigung erhaltener Turm | 094 04822          | Baudenkmal                   | Weitere Bilder          |
| Leipziger Straße 28 (Karte)                                                          | Wohn- und Geschäftshaus                  | Erbaut 3. Viertel 19. Jh, Jugendstilfassade von 1904, Entwurf Fritz Schönemann | 094 11597          | Baudenkmal                   | Weitere Bilder          |
| Leipziger Straße 29 (Karte)                                                          | Wohn- und Geschäftshaus                  | Erbaut 1888, viergeschossiger Ziegelbau mit breitem, übergiebelten Mittelerker über Portal mit Palladio-Motiv, repräsentative Putzgliederung in Neurenaissanceformen | 094 13170          | Baudenkmal                   | Wohn- und Geschäftshaus |
| Leipziger Straße 30 (Karte)                                                          | Wohn- und Geschäftshaus                  | Erbaut um 1900, viergeschossiger Ziegelbau mit reicher Putzgliederung in Jugendstilformen | 094 13173          | Baudenkmal                   | Weitere Bilder          |
| Leipziger Straße 32 (Karte)                                                          | Wohn- und Geschäftshaus                  | Erbaut um 1880, Repräsentativer Ziegelbau mit Mezzanin und gut gegliederter Putzfassade in Neurenaissanceformen | 094 13323          | Baudenkmal                   | Weitere Bilder          |
| Leipziger Straße 33 (Karte)                                                          | Wohn- und Geschäftshaus                  | Erbaut 1892, Putzbau mit Mezzanin und polygonalem Erker in Ecklage, aufwändige Fassade in neubarocken Formen | 094 13355          | Baudenkmal                   | Wohn- und Geschäftshaus |
| Leipziger Straße 35 (Karte)                                                          | Wohn- und Geschäftshaus                  | Erbaut Anfang des 20. Jahrhunderts, Putzbau mit werksteinverblendetem Mittelerker in Neurenaissanceformen | 094 13061          | Baudenkmal                   | Wohn- und Geschäftshaus |
| Leipziger Straße 36 (Karte)                                                          | Wohn- und Geschäftshaus                  | | 094 12979          | Baudenkmal                   | Wohn- und Geschäftshaus |
| Leipziger Straße 38 (Karte)                                                          | Wohn- und Geschäftshaus                  | | 107 80002          | Baudenkmal                   | Wohn- und Geschäftshaus |
| Leipziger Straße 40, 41 (Karte)                                                      | Wohn- und Geschäftshaus                  | Erbaut ca. 1910, mit großen Erkern und Zwerchhäusern von steilen Proportionen, dreiseitig freistehend und daher von straßenbildbeherrschender Wirkung | 094 11596          | Baudenkmal                   | Weitere Bilder          |
| Leipziger Straße 42 (Karte)                                                          | Wohn- und Geschäftshaus                  | Erbaut Anfang 20. Jahrhundert, Pilastergliederung in voluminös-strengen Jugendstilformen, gut gestaltete Rückfront mit hohem Zwerchgiebel zur Martinstraße | 094 14823          | Baudenkmal                   | Wohn- und Geschäftshaus |
| Leipziger Straße 46 (Karte)                                                          | Wohn- und Geschäftshaus                  | Erbaut Ende des 19. Jahrhunderts, straßenbildprägende Ecklage mit repräsentativ gegliederter Putzfassade in Neurenaissanceformen | 094 13551          | Baudenkmal                   | Wohn- und Geschäftshaus |
| Leipziger Straße 47 (Karte)                                                          | Wohn- und Geschäftshaus                  | Erbaut um 1880, dreigeschossiger, schmaler Putzbau, stark durchfensterte, durch zwei mit schlanken Säulen ausgestellte Rundbogenarkaden harmonisch gegliederte Neurenaissancefassade | 094 11594          | Baudenkmal                   | Weitere Bilder          |
| Leipziger Straße 48, 49 (Karte)                                                      | Wohn- und Geschäftshaus                  | Erbaut 1906, repräsentative, viergeschossige Putzbauten mit Mittelerker und reichem barockisierenden Jugendstildekor | 094 13545          | Baudenkmal                   | Weitere Bilder          |
| Leipziger Straße 50 (Karte)                                                          | Wohn- und Geschäftshaus                  | Erbaut 1882, viergeschossiger Putzbau mit Mittelerker und Fassadengliederung in schlichten Jugendstilformen | 094 96918          | Baudenkmal                   | Wohn- und Geschäftshaus |
| Leipziger Straße 61, 62 (Karte)                                                      | Wohn- und Geschäftshaus                  | Erbaut 1911, ehemaliges Verlagsgebäude der Halleschen Zeitung, breitgelagerter Putzbau monumental-repräsentativen Charakters, qualitätvolles Beispiel anspruchsvoll-repräsentativer Großstadtarchitektur des Jugendstils | 094 11599          | Baudenkmal                   | Wohn- und Geschäftshaus |
| Leipziger Straße 63 (Karte)                                                          | Wohn- und Geschäftshaus                  | Erbaut Ende des 19. Jahrhunderts, repräsentativer breitgelagerter Ziegelbau mit Säulen und Pilastern, Stuckdekor im Stil der Neurenaissance | 094 96919          | Baudenkmal                   | Wohn- und Geschäftshaus |
| Leipziger Straße 68 (Karte)                                                          | Wohn- und Geschäftshaus                  | Erbaut ca. 1880, viergeschossiger Ziegelbau mit turmartigem Mittelerker, reicher Formsteinbesatz, gutes Beispiel repräsentativer Ziegelarchitektur des späten 19. Jahrhunderts | 094 96920          | Baudenkmal                   | Weitere Bilder          |
| Leipziger Straße 70 (Karte)                                                          | Wohn- und Geschäftshaus                  | Erbaut ca. 1890, repräsentativer viergeschossiger Ziegelbau mit polygonalem und Kastenerker, Putzrelief mit markanten Zahnschnitt- und Kugelfriesen im repräsentativen Neurenaissancestil | 094 14546          | Baudenkmal                   | Wohn- und Geschäftshaus |
| Leipziger Straße 71 (Karte)                                                          | Wohn- und Geschäftshaus                  | Erbaut ca. 1880/1890, repräsentativer viergeschossiger Putzbau mit monumentaler Pilastergliederung in aufwändigen Neubarockformen | 094 14569          | Baudenkmal                   | Weitere Bilder          |
| Leipziger Straße 72 (Karte)                                                          | Wohn- und Geschäftshaus                  | Erbaut ca. 1890, repräsentativer viergeschossiger Putzbau mit reich gegliederter Neubarockfassade | 094 14570          | Baudenkmal                   | Weitere Bilder          |
| Leipziger Straße 75 (Karte)                                                          | Wohn- und Geschäftshaus                  | Erbaut Mitte des 19. Jahrhunderts, dreigeschossiger Putzbau mit Rundbogenfenstern und spätklassizistischem Stuckdekor, eines der ältesten vorgründerzeitlichen Häuser der Leipziger Straße | 094 12978          | Baudenkmal                   | Wohn- und Geschäftshaus |
| Leipziger Straße 76 (Karte)                                                          | Hotel                                    | Hotel Rotes Ross, erbaut 1911/1912 in Formen des Neoklassizismus und Jugendstils, zuvor vorstädtischer Gasthof zum Roten Roß | 094 05121          | Baudenkmal                   | Weitere Bilder          |
| Leipziger Straße 78 (Karte)                                                          | Wohn- und Geschäftshaus                  | Erbaut ca. 1880, dreigeschossiger Ziegelbau mit gut gegliederter spätklassizistischer Putzfassade | 094 13274          | Baudenkmal                   | Wohn- und Geschäftshaus |
| Leipziger Straße 79 (Karte)                                                          | Wohn- und Geschäftshaus                  | Erbaut ca. 1905, repräsentativer Jugendstilbau | 094 11598          | Baudenkmal                   | Weitere Bilder          |
| Leipziger Straße 81 (Karte)                                                          | Wohn- und Geschäftshaus                  | Erbaut ca. 1880, schmaler Ziegelbau, turmartiger Mittelerker mit Schweifhaube, Fassadengliederung mit neubarockem Stuckdekor | 094 13138          | Baudenkmal                   | Weitere Bilder          |
| Leipziger Straße 85 (Karte)                                                          | Wohn- und Geschäftshaus                  | Erbaut 1904, straßenbildbeherrschender Putzbau mit bemerkenswerter asymmetrischer Fassadenkomposition | 094 04823          | Baudenkmal                   | Weitere Bilder          |
| Leipziger Straße 93 (Karte)                                                          | Wohn- und Geschäftshaus                  | Erbaut 1912, ehemaliges Kaffeehaus Zorn, Putzbau von mächtigen Proportionen, reiche Bauzier in voluminösen barockisierenden Jugendstilformen, Architekt Otto Boecke | 094 96921          | Baudenkmal                   | Weitere Bilder          |
| Leipziger Straße 97 (Karte)                                                          | Wohnhaus                                 | Erbaut in der ersten Hälfte des 19. Jahrhunderts, dreigeschossiger Putzbau (Fachwerk), traufständig, mit Krüppelwalmdach und schlicht profilierten Fenstern, zur ursprünglichen Innenstadtbebauung gehörendes Haus | 094 14969          | Baudenkmal                   | Wohnhaus                |
| Leipziger Straße 100 (Karte)                                                         | Kaufhaus                                 | Ehemaliges Bekleidungshaus Bruno Freytag, erbaut 1889/1890, in der überreichen Fassadengestaltung des Neubarock prächtigster Kaufhausbau Halles; runder, kuppelbekrönter Eckturm von großer Fernwirkung auf den benachbarten Marktplatz | 094 04825          | Baudenkmal                   | Weitere Bilder          |
| Leipziger Straße 104 (Karte)                                                         | Wohn- und Geschäftshaus                  | Erbaut 1895, viergeschossiger Ziegelbau mit straßenbildprägender, reich gegliederter und dekorierter Stuckfassade im Neurenaissancestil, mächtiger Volutengiebel | 094 14971          | Baudenkmal                   | Wohn- und Geschäftshaus |
| Leipziger Straße 105, 106 (Karte)                                                    | Kaufhaus                                 | Ehemaliges Kaufhaus Weiss, erbaut 1908, Stahlbetonskelettbau mit Aluminium-Vorhangfassade der 1960er Jahre, innen Lichthof mit original erhaltener eleganter Stahltreppe | 094 15060          | Baudenkmal                   | Weitere Bilder          |
| Marktplatz, Standort: Ostseite des Roten Turms (Karte)                               | Skulptur                                 | Roland | 094 04854          | Baudenkmal                   | Weitere Bilder          |
| Marktplatz (Karte)                                                                   | Stadtturm                                | Roter Turm | 094 04865          | Baudenkmal                   | Weitere Bilder          |
| Marktplatz                                                                           | Portal                                   | Portal | 094 56725          | Baudenkmal                   |                         |
| Marktplatz 1 (Karte)                                                                 | Ratshof                                  | Ratshof, erbaut 1928–1929 von Stadtbaurat Wilhelm Jost, allegorischer Skulpturenfries an der Turmecke von Gustav Weidanz | 094 04855          | Baudenkmal                   | Weitere Bilder          |
| Marktplatz 2 (Karte)                                                                 | Stadthaus                                | Erbaut 1891–1894 nach Wettbewerbsentwurf des Kölner Architekten Emil Schreiterer, Werksteinbau in Neurenaissanceformen mit gotisierenden Elementen, in seiner Prachtentfaltung typisches Beispiel eines großstädtischen Rathauses des späten 19. Jahrhunderts                                                                                                  | 094 04856          | Baudenkmal                   | Weitere Bilder          |
| Marktplatz 3, 4, 5, 6, 7 (Karte)                                                     | Kaufhaus                                 | Ehemaliges Kaufhaus Julius Lewin, erbaut 1929, kubischer Stahlbetonskelettbau mit Werksteinverblendung, marktseitig Pfeilerhalle, eklektizistische Fassadengestaltung mit Elementen des Neuen Bauens, des Neoklassizismus und des Art déco, Architekt Bruno Föhre                                                                                              | 094 04857          | Baudenkmal                   | Weitere Bilder          |
| Marktplatz 11 (Karte)                                                                | Wohn- und Geschäftshaus                  | Erbaut 1890, viergeschossiger Ziegelbau in platzbildprägender Ecklage, polygonaler Erker mit Schweifhaube, reich gegliederter Zwerchgiebel, aufwändige Neurenaissancefassade | 094 70163          | Baudenkmal                   | Weitere Bilder          |
| Marktplatz 12 (Karte)                                                                | Kirche                                   | Marktkirche Unser Lieben Frauen | 094 04852          | Baudenkmal                   | Weitere Bilder          |
| Marktplatz 13 (Karte)                                                                | Wohnhaus                                 | So gen. Marktschlößchen, Renaissancebau, ehemaliges Zepernicksches Haus, spätes 16. Jahrhundert, | 094 04858          | Baudenkmal                   | Weitere Bilder          |
| Marktplatz 14 (Karte)                                                                | Wohn- und Geschäftshaus                  | Viergeschossiger, hoher und schmaler Putzbau mit Dreiecksgiebel im westlichen Anschluss an die Gasse zum Kühlen Brunnen, Fassade der 1920er Jahre verändert, im Kern wohl 16. Jahrhundert | 094 16415          | Baudenkmal                   | Wohn- und Geschäftshaus |
| Marktplatz 15 (Karte)                                                                | Wohnhaus                                 | Hoher und schmaler viergeschossiger Putzbau mit Mittelerker, kleinem Zwerchhaus und reich profilierten barocken Fenstergewänden, an der Westwand gotischer Ziergiebel, stark auskragende Obergeschosse (16. Jahrhundert), im Kern eines der stattlichsten althalleschen Bürgerhäuser patrizischen Charakters                                                   | 094 04859          | Baudenkmal                   | Wohnhaus                |
| Marktplatz 16 (Karte)                                                                | Stadthof                                 | Stattlicher viergeschossiger Putzbau, karges barockes Fassadenbild mit schlicht profilierten Fenstergewänden, auf der Hofseite steiler, maßwerkverzierter Giebel der Spätgotik, im Kern frühes 16. Jahrhundert | 094 04860          | Baudenkmal                   | Stadthof                |
| Marktplatz 17 (Karte)                                                                | Wohn- und Geschäftshaus                  | Stattlicher Putzbau im Stil der Renaissance, klassizistisches Portal, seit dem 18. Jahrhundert Standort der 1535 gegründeten Apotheke „Zum blauen Hirsch“, im Kern 16. Jahrhundert, im 19. und 20. Jahrhundert verändert | 094 04861          | Baudenkmal                   | Weitere Bilder          |
| Marktplatz 18 (Karte)                                                                | Kaufhaus                                 | Erbaut 1906/1907 als Kaufhaus A. Michel, Architekt Heinrich Schlumpp (Berlin), fünfgeschossiger Bau über leicht S-förmig geschwungenem Grundriss in prominenter Ecklage mit gut gestalteter, stark vertikal betonter Rasterfassade der 1960er Jahre, umgebaut 1965/1966 durch Architekt Joachim Schönduve                                                      | 094 08811          | Baudenkmal                   | Kaufhaus                |
| Marktplatz 19 (Karte)                                                                | Bankgebäude                              | | 094 04863          | Baudenkmal                   | Bankgebäude             |
| Marktplatz 23 (Karte)                                                                | Wohn- und Geschäftshaus                  | | 094 71195          | Baudenkmal                   | Wohn- und Geschäftshaus |
| Mittelstraße 1 (Karte)                                                               | Wohnhaus                                 | Erbaut Ende des 19. Jahrhunderts, Ziegelbau mit zurückhaltend gegliederter Neurenaissancefassade | 094 70180          | Baudenkmal                   | Wohnhaus                |
| Mittelstraße 3 (Karte)                                                               | Wohnhaus                                 | Erbaut Ende des 18. Jahrhunderts, stattlicher, dreigeschossiger, barocker Putzbau, traufständig, mit hohem Satteldach | 094 13107          | Baudenkmal                   | Weitere Bilder          |
| Mittelstraße 6 (Karte)                                                               | Wohnhaus                                 | Wohnhaus Erbaut um 1900, Putzbau mit Schweifgiebel und repräsentativer Fassadengliederung im Stil der Neurenaissance | 094 70181          | Baudenkmal                   | Wohnhaus                |
| Mittelstraße 7 (Karte)                                                               | Wohnhaus                                 | Erbaut Anfang des 20. Jahrhunderts, Putzbau mit Zwerchhaus, schlichter Jugendstildekor in Girlandenform | 094 96954          | Baudenkmal                   | Wohnhaus                |
| Mittelstraße 9 (Karte)                                                               | Wohn- und Geschäftshaus                  | Erbaut 1898, Ziegelbau mit Seitenrisalit in markanter Ecklage, neubarocker Fassadenstuckdekor | 094 70182          | Baudenkmal                   | Wohn- und Geschäftshaus |
| Mittelstraße 10 (Karte)                                                              | Wohnhaus                                 | Erbaut 1898, Ziegelbau mit repräsentativer Putzgliederung in Neurenaissanceformen | 094 70183          | Baudenkmal                   | Wohnhaus                |
| Mittelstraße 11, 12, 13 (Karte)                                                      | Fabrik                                   | Ehem. Plötzsch'sche Buchdruckerei Curt Nietschmann, erbaut um 1900, schlichter Ziegelbau mit Putzgliederung und großen Segmentbogenfenstern | 094 70184          | Baudenkmal                   | Fabrik                  |
| Mittelstraße 14, 15 (Karte)                                                          | Verwaltungsbau                           | Erbaut um 1900, repräsentativer dreigeschossiger Putzbau mit Ziegelgliederung, Segment- und Rundbogenfenstern, heute Superintendentur des Evangelischen Kirchenkreises Halle-Saalkreis | 094 70185          | Baudenkmal                   | Verwaltungsbau          |
| Mittelstraße 17 (Karte)                                                              | Wohnhaus, Stall                          | Dreistöckiger, verputzter Fachwerkbau mit auskragendem erstem Oberstock und gekoppelten Fenstern, im Kern 16. Jahrhundert, später aufgestockt | 094 13104          | Baudenkmal                   | Wohnhaus, Stall         |
| Mittelstraße 17a (Karte)                                                             | Wohnhaus                                 | Erbaut 17./18. Jahrhundert, stattlicher Fachwerkputzbau mit großer Tordurchfahrt, Satteldach und leicht vorkragenden Oberstöcken mit gekoppelten Fenstern, umfangreiche Hofgebäude in Backstein | 094 13105          | Baudenkmal                   | Wohnhaus                |
| Mittelstraße 18 (Karte)                                                              | Wohnhaus                                 | Erbaut 18. Jahrhundert, stattlicher zweistöckiger Fachwerkputzbau mit hohem Satteldach, im ersten Oberstock barocke Stuckdecke | 094 04879          | Baudenkmal                   | Wohnhaus                |
| Mittelstraße 21 (Karte)                                                              | Wohn- und Geschäftshaus                  | Erbaut Ende des 19. Jahrhunderts, dreigeschossiger Ziegelbau mit repräsentativer Putzgliederung in Neurenaissanceformen | 094 70186          | Baudenkmal                   | Wohn- und Geschäftshaus |
| Moritzburgring Mühlgrabensaale (Karte)                                               | Brücke                                   | Burgbrücke | 094 18534          | Baudenkmal                   | Brücke                  |
| Moritzburgring 1 (Karte)                                                             | Kino                                     | Ehemaliges Lichtspielhaus Astoria, heute Kulturhaus „Urania 70“, erbaut 1914 durch Paul Grempler; neoklassizistisch geprägte Jugendstilornamentik des Äußeren erhalten, innen verändert | 094 04880          | Baudenkmal                   | Weitere Bilder          |
| Moritzburgring 6 (Karte)                                                             | Wohnhaus                                 | | 094 10302          | Baudenkmal                   | Wohnhaus                |
| Moritzburgring 8 (Karte)                                                             | Wohnhaus                                 | | 094 12033          | Baudenkmal                   | Wohnhaus                |
| Moritzkirchhof 1 (Karte)                                                             | Hospital                                 | Hospital St. Johannis, repräsentativer zweigeschossiger und langgestreckter Putzbau, über den Resten eines Schalenturms der mittelalterlichen Stadtbefestigung erbaut 1529–1530, umgebaut um 1580, durchgreifend restauriert 1986–1989 | 094 04882          | Baudenkmal                   | Weitere Bilder          |
| Moritzkirchhof 1                                                                     | Wohn- und Geschäftshaus                  | Wohn- und Geschäftshaus 2022 als Baudenkmal ausgewiesen | 094 18845          | Baudenkmal                   |                         |
| Moritzzwinger (Karte)                                                                | Transformatorenstation                   | Transformatorenstation, 1927 von Stadtbaurat Wilhelm Jost | 094 96955          | Baudenkmal                   | Transformatorenstation  |
| Moritzzwinger 18 (Karte)                                                             | Wohnhaus                                 | Erbaut 1908, viergeschossiger Putzbau mit reichen Werksteingliederungen, Mittelerkern, Balkonen und Loggia, repräsentative Neurenaissancefassade mit Jugendstilelementen | 094 14770          | Baudenkmal                   | Wohnhaus                |
| Mühlpforte (Karte)                                                                   | Brücke                                   | Mühlpfortenbrücke, eiserne Brückenkonstruktion mit historisierendem Brüstungsgitter von 1890 | 094 96961          | Baudenkmal                   | Weitere Bilder          |
| Mühlpforte 1 (Karte)                                                                 | Institutsgebäude                         | Ehemaliges Institut für Chemie der Universität, erbaut 1862/1863 | 094 13128          | Baudenkmal                   | Institutsgebäude        |
| Mühlpforte 2 (Karte)                                                                 | Mühle                                    | Bäckermühle, Mühlenbetrieb an dieser Stelle seit 1588, der heutige Bau von 1908, zuletzt zu den Hildebrandschen Mühlenwerken gehörend; schlichter, viergeschossiger, flach gedeckter Ziegelrohbau mit Segmentbogenfenstern | 094 96962          | Baudenkmal                   | Mühle                   |
| Oleariusstraße 1b (Karte)                                                            | Wohnhaus                                 | Erbaut 1909, viergeschossiger Putzbau mit Mittelerker und Schweifgiebel, qualitätvoller Jugendstildekor | 094 96969          | Baudenkmal                   | Wohnhaus                |
| Oleariusstraße 3 (Karte)                                                             | Wohnhaus                                 | Erbaut in der ersten Hälfte des 19. Jahrhunderts, dreigeschossiger, traufständiger Putzbau mit schlicht dekorierter Jugendstilfassade vom Anfang des 20. Jahrhunderts | 094 13137          | Baudenkmal                   | Wohnhaus                |
| Oleariusstraße 4 (Karte)                                                             | Wohnhaus                                 | Erbaut im 18. Jahrhundert, kleiner zweigeschossiger Fachwerkputzbau mit steilem Satteldach und geknickter, schlichter Fassade inmitten anspruchsvoller Gründerzeitbauten, ältestes Haus am Hallmarkt und markantes Relikt der ursprünglichen Hallmarktbebauung                                                                                                 | 094 08783          | Baudenkmal                   | Wohnhaus                |
| Oleariusstraße 4a an der Schmalseite des Hallmarktes (Karte)                         | Umspannwerk                              | Umspannwerk Hallmarkt, erbaut 1924 von Stadtbaurat Wilhelm Jost, breitgelagerter, eingeschossiger Muschelkalkbau über tribünenartiger Terrassenanlage mit monumentaler Rundbogengliederung | 094 11585          | Baudenkmal                   | Weitere Bilder          |
| Oleariusstraße 5 (Karte)                                                             | Wohn- und Geschäftshaus                  | Erbaut ca. 1880, viergeschossiger Backsteinbau mit verputztem Sockel und aufwändigem neubarocken Dekor in den Hallmarkt prägender Ecklage | 094 13178          | Baudenkmal                   | Weitere Bilder          |
| Oleariusstraße 7 (Karte)                                                             | Schule                                   | Talamtschule, erbaut 1886–1888, ehemalige Katholische Volksschule, monumentaler straßenbildbeherrschender Bau in neugotischen Formen | 094 12025          | Baudenkmal                   | Schule                  |
| Oleariusstraße 8 (Karte)                                                             | Wohnhaus                                 | Erbaut Ende des 19. Jahrhunderts, viergeschossiger, schlichter, neugotischer Ziegelbau mit Putzgliederung, Erker mit Säulen | 094 13264          | Baudenkmal                   | Wohnhaus                |
| Oleariusstraße 9 (Karte)                                                             | Brunnen                                  | Im Keller Schacht des 1263 zum ersten Mal urkundlich erwähnten Gutjahrbrunnens, eine der ältesten Solequellen | 094 07357          | Baudenkmal                   | Brunnen                 |
| Oleariusstraße 9 (Karte)                                                             | Wohn- und Geschäftshaus                  | Erbaut 1888/89, viergeschossiger Ziegelbau mit Putzgliederung im Stil der Neurenaissance | 094 04895          | Baudenkmal                   | Wohn- und Geschäftshaus |
| Oleariusstraße 12 (Karte)                                                            | Wohnhaus                                 | Erbaut Ende des 19. Jahrhunderts, viergeschossiger Ziegelbau in markanter Ecksituation mit eklektizistischem Stuckdekor in gotisierenden und barockisierenden Formen | 094 13116          | Baudenkmal                   | Wohnhaus                |
| Oleariusstraße 13 (Karte)                                                            | Wohn- und Geschäftshaus                  | Erbaut Ende des 19. Jahrhunderts, breitgelagerter, dreigeschossiger Ziegelbau mit sparsamem barockisierenden Stuckdekor, Fleischerladen mit historischem Inventar des frühen 20. Jahrhunderts | 094 75161          | Baudenkmal                   | Weitere Bilder          |
| Rannische Straße 3 (Karte)                                                           | Wohn- und Geschäftshaus                  | Viergeschossiger Putzbau mit schlicht profilierten Fenstergewänden; sehr schönes, von ionischen Pilastern gerahmtes, barockes Sandsteinportal des 17. Jahrhunderts | 094 04935          | Baudenkmal                   | Wohn- und Geschäftshaus |
| Rannische Straße 4a (Karte)                                                          | Wirtschaftsgebäude                       | | 094 13261          | Baudenkmal                   | BW                      |
| Rannische Straße 5 (Karte)                                                           | Wohnhaus                                 | | 094 71052          | Baudenkmal                   | Wohnhaus                |
| Rannische Straße 6 (Karte)                                                           | Wohnhaus                                 | Erbaut in der ersten Hälfte des 19. Jahrhunderts, schlichter, traufständiger Putzbau mit reich dekoriertem Traufgesims, klassizistischer Bau als Relikt der vorgründerzeitlichen Innenstadtbebauung, im Kern wahrscheinlich älter | 094 70056          | Baudenkmal                   | Wohnhaus                |
| Rannische Straße 9 (Karte)                                                           | Wohnhaus                                 | Giebelständiger zweigeschossiger Putzbau aus der Renaissancezeit, Fenstergewände mit Stabwerk, eins der letzten spätmittelalterlich-frühneuzeitlichen Giebelhäuser in Halle, inschriftlich datiert 1540 | 094 04936          | Baudenkmal                   | Weitere Bilder          |
| Rannische Straße 12, Waisenhausring 1 (Karte)                                        | Wohn- und Geschäftshaus                  | Erbaut ca. 1890, Backsteinbau mit aufwändiger Werksteingliederung in straßenbildprägender Ecklage, reiche neubarocke Fassade | 094 13155          | Baudenkmal                   | Wohn- und Geschäftshaus |
| Rannische Straße 17 (Karte)                                                          | Wohnhaus                                 | Dreigeschossiges Traufenhaus mit Tordurchfahrt, urspr. 16. Jahrhundert, Umbau in der 1. Hälfte des 18. Jahrhunderts, Putzfassade im Stil des Rokoko, Hofseite mit Holzgalerien | 094 04937          | Baudenkmal                   | Weitere Bilder          |
| Rannische Straße 18 (Karte)                                                          | Wohnhaus                                 | Erbaut 18. / frühes 19. Jahrhundert; dreigeschossiger, traufständiger Putzbau mit Tordurchfahrt, Rest der vorgründerzeitlichen Innenstadtbebauung | 094 13262          | Baudenkmal                   | Wohnhaus                |
| Rannische Straße 19 (Karte)                                                          | Ausspanne                                | Goldene Rose, Gasthofbetrieb an dieser Stelle nachgewiesen seit 1479, der jetzige Bau der Spätrenaissance einer der ältesten Gasthöfe des frühneuzeitlichen Halle, inschriftlich datiert 1591 | 094 04940          | Baudenkmal                   | Weitere Bilder          |
| Rannische Straße 23 (Karte)                                                          | Wohnhaus                                 | Erbaut 18. / frühes 19. Jahrhundert, dreigeschossiger Putzbau mit schönem klassizistischen Fassadendekor in Ecklage zum Alten Markt, innen tonnengewölbter Hausflur und Stuckdecken | 094 70055          | Baudenkmal                   | Weitere Bilder          |
| Rathausstraße 1 (Karte)                                                              | Bankgebäude                              | Ehemalige Städtische Sparkasse, erb. 1882/1883, repräsentativer dreigeschossiger Ziegelbau, Fassadengestaltung nach Art italienischer Palazzi der Hochrenaissance, heute Stadtarchiv Halle | 094 97003          | Baudenkmal                   | Bankgebäude             |
| Rathausstraße 3 (Karte)                                                              | Wohnhaus                                 | Ehemalige Brauerei und Gastwirtschaft Carl Bauer, schmuckloser dreigeschossiger Putzbau, große Tordurchfahrt mit Segmentbogen und Laubkränzen in den Bogenzwickeln, erbaut drittes Viertel 19. Jahrhundert | 094 97004          | Baudenkmal                   | Wohnhaus                |
| Rathausstraße 4 (Karte)                                                              | Wohnhaus                                 | Erbaut Ende des 19. Jahrhunderts, dreigeschossiger Ziegelbau mit Putzgliederung in straßenbildprägender Ecklage, repräsentative Neurenaissancefassade mit Rundbogenfenstern im Erdgeschoss, säulenverzierter Eckerker | 094 97005          | Baudenkmal                   | Wohnhaus                |
| Rathausstraße 5, 6, Ecke Kleine Steinstraße (Karte)                                  | Bankgebäude                              | Straßenbildbeherrschender und malerisch gruppierter Putzbau im Heimatstil mit barocken, klassizistischen und Jugendstilelementen, heute Saalesparkasse, erbaut 1914/1915 von Stadtbaurat Wilhelm Jost | 094 04941          | Baudenkmal                   | Weitere Bilder          |
| Rathausstraße 7 (Karte)                                                              | Wohn- und Geschäftshaus                  | Erbaut 1884/85, ehemalige Weingroßhandlung Johannes Grün, gegründet 1852, repräsentativer dreigeschossiger Putzbau mit bossiertem Erdgeschoss und reicher Gesimszone, Neurenaissance | 094 04943          | Baudenkmal                   | Wohn- und Geschäftshaus |
| Rathausstraße 8, 9 (Karte)                                                           | Wohn- und Geschäftshaus                  | Erbaut Anfang des 20. Jahrhunderts, drei- bis viergeschossiger Putzbau mit großem Zwerchgiebel, polygonalem und rundem Erker, reicher geometrischer Jugendstildekor | 094 97006          | Baudenkmal                   | Wohn- und Geschäftshaus |
| Rathausstraße 10 (Karte)                                                             | Wohnhaus                                 | Erbaut Anfang des 20. Jahrhunderts, dreigeschossiger Putzbau mit seitlichem Kastenerker, schlichter barockisierender und neoklassizistischer Putzdekor | 094 97007          | Baudenkmal                   | Wohnhaus                |
| Rathausstraße 13 (Karte)                                                             | Wohn- und Bürohaus                       | Erbaut um 1900, dreigeschossiger Putzbau über bossiertem Werksteinsockel mit Ziergiebeln und reichen Gliederungen im Stil der halleschen Spätgotik und Renaissance, Architekten Reinhold Knoch und Friedrich Kallmeyer | 094 04944          | Baudenkmal                   | Wohn- und Bürohaus      |
| Rathausstraße 13a (Karte)                                                            | Wohnhaus                                 | Erbaut 1909, dreigeschossiger Putzbau mit zentralem Kastenerker und repräsentativem Jugendstildekor, Ausführung Max Jahre | 094 13051          | Baudenkmal                   | Wohnhaus                |
| Rathausstraße 14 (Karte)                                                             | Wohnhaus                                 | Breitgelagerter, dreigeschossiger Putzbau mit repräsentativer Fassadengliederung, eins der wenigen erhaltenen aufwändigen Bürgerhäuser des Spätbarock in Halle, inschriftlich datiert 1718, im Kern 15. Jahrhundert | 094 13052          | Baudenkmal                   | Wohnhaus                |
| Rathausstraße 15 (Karte)                                                             | Wohnhaus                                 | Jena'sches Fräuleinstift | 094 04952          | Baudenkmal                   | Weitere Bilder          |
| Robert-Franz-Ring                                                                    | Aussichtsplattform                       | Aussichtsplattform | 094 56724          | Baudenkmal                   |                         |
| Salzgrafenstraße 1 (Karte)                                                           | Wohnhaus                                 | Erbaut Anfang des 20. Jahrhunderts, repräsentativer viereinhalbgeschossiger Putzbau mit Mittelerker und Giebelhaus, Stuckornamentik, Jugendstil | 094 13127          | Baudenkmal                   | Weitere Bilder          |
| Salzgrafenstraße 2 (Karte)                                                           | Bibliothek                               | Stadtbibliothek Halle, erbaut 1904, qualitätsvolles Beispiel der späten Jugendstilarchitektur in Halle, Entwurf Theodor Lehmann und Gustav Wolff | 094 05004          | Baudenkmal                   | Weitere Bilder          |
| Salzgrafenstraße 3 (Karte)                                                           | Wohn- und Geschäftshaus                  | Vier- bis fünfgeschossiger Eckbau von großer städtebaulicher Wirkung auf den Hallmarkt, Jugendstil um 1910, sogen. Salzgrafenhaus | 094 11616          | Baudenkmal                   | Weitere Bilder          |
| Schlossberg 1 (Karte)                                                                | Mühle                                    | Neumühle, erbaut 1582, zweistöckiger Putzbau mit mächtigem Giebel und Satteldach, breites Rundbogenportal und Fenster mit profilierter Rahmung, Innenhof mit Renaissanceportal, 1769 und 1840 Um- und Ausbauten, teils in Fachwerk, an der Südostecke Hochwasserstandsmarken                                                                                   | 094 04884          | Baudenkmal                   | Weitere Bilder          |
| Schlossberg 2 (Karte)                                                                | Lazarett                                 | Ehemaliges Garnisonslazarett von 1865, dreigeschossiger zinnenbekrönter Ziegelbau über U-förmigem Grundriss mit flachem Walmdach, Segmentbogenfenstern und gotisierendem Formsteindekor | 094 13600          | Baudenkmal                   | Weitere Bilder          |
| Schmeerstraße 2 (Karte)                                                              | Gasthaus                                 | Ehemalige Herberge „Zum güldenen Schlößchen“; stattlicher, breitgelagerter, dreigeschossiger Putzbau der Spätgotik mit auskragendem Obergeschoss und schönem spitzbogigem Stabwerkportal der Erbauungszeit, gilt als ältestes Haus Halles, im August 1545 Aufenthaltsort Martin Luthers, inschriftlich datiert 1471                                            | 094 05011          | Baudenkmal                   | Weitere Bilder          |
| Schmeerstraße 3 (Karte)                                                              | Wohnhaus                                 | Erbaut 1848, viergeschossiger Putzbau mit schlichter spätklassizistischer Fassade und schönem Ladeneinbau, im Kern spätgotisch | 094 13471          | Baudenkmal                   | Wohnhaus                |
| Schmeerstraße 4 (Karte)                                                              | Wohn- und Geschäftshaus                  | Erbaut Anfang des 20. Jahrhunderts, viergeschossiger Ziegelbau mit Putzgliederung, Erker und Ziergiebel; originelles Jugendstilornament in floralen Formen als Fensterumrahmungen | 094 13472          | Baudenkmal                   | Wohn- und Geschäftshaus |
| Schmeerstraße 6 (Karte)                                                              | Laden                                    | Mit Keramik im Jugendstil aufwändig ausgestatteter Fleischerladen in viergeschossigem Wohn- und Geschäftshaus, um 1900 | 094 05012          | Baudenkmal                   | Laden                   |
| Schmeerstraße 9 (Karte)                                                              | Wohn- und Geschäftshaus                  | Erbaut 1904, viergeschossiger Putzbau in straßenbildprägender Ecklage, Ziergiebel und Turmerker mit schönem Jugendstildekor | 094 13102          | Baudenkmal                   | Wohn- und Geschäftshaus |
| Schmeerstraße 1, 1a (Karte)                                                          | Wohn- und Geschäftshaus                  | Erbaut ca. 1890, straßenbildprägender dreigeschossiger Ziegelbau mit Ziergiebeln und reichen Werksteingliederungen, repräsentativer Bau der Neurenaissance in Anlehnung an die mitteldeutsche Architektur des 16. Jahrhunderts | 094 13572          | Baudenkmal                   | Wohn- und Geschäftshaus |
| Schmeerstraße 10 (Karte)                                                             | Wohn- und Geschäftshaus                  | Erbaut um 1900, viergeschossiger Putzbau auf mittelalterlicher Parzelle, nur zwei Fensterachsen breit, origineller floraler Jugendstildekor | 094 13265          | Baudenkmal                   | Wohn- und Geschäftshaus |
| Schmeerstraße 11 (Karte)                                                             | Wohn- und Geschäftshaus                  | Erbaut Ende des 19. Jahrhunderts, schlichter, viergeschossiger, platzbildprägender Ziegelbau mit Putzgliederung und Ziergiebeln in Neurenaissanceformen | 094 13573          | Baudenkmal                   | Wohn- und Geschäftshaus |
| Schmeerstraße 17, 18 (Karte)                                                         | Wohn- und Geschäftshaus                  | Erbaut 1902, viergeschossiger Ziegelbau mit Mittelerker, reich stuckierter floraler Jugendstildekor | 094 13574          | Baudenkmal                   | Wohn- und Geschäftshaus |
| Schmeerstraße 19 (Karte)                                                             | Wohn- und Geschäftshaus                  | Erbaut um 1900, schlichter viergeschossiger Putzbau mit Mittelerker in sparsamen, aber originellen floralen Jugendstilformen | 094 13575          | Baudenkmal                   | Wohn- und Geschäftshaus |
| Schmeerstraße 20 (Karte)                                                             | Wohn- und Geschäftshaus                  | Erbaut 1880/90, repräsentativer viergeschossiger Ziegelbau mit reich stuckierter, gegliederter und stark profilierter neubarocker Fassade | 094 13577          | Baudenkmal                   | Wohn- und Geschäftshaus |
| Schmeerstraße 22 (Karte)                                                             | Wohn- und Geschäftshaus                  | Erbaut 1898, viergeschossiger Putzbau mit hohen Schaufensterarkaden in Erdgeschoss und erstem Obergeschoss, reicher neubarocker Stuckdekor als Fensterbrüstung und -bekrönung | 094 13576          | Baudenkmal                   | Wohn- und Geschäftshaus |
| Schmeerstraße 24 (Karte)                                                             | Wohn- und Geschäftshaus                  | Erbaut im 17. Jahrhundert, umgebaut im 19. Jahrhundert, dreigeschossiger traufständiger Putzbau mit einseitig abgewalmtem Dach, Sichtfachwerk an Hoffassade, Relikt der barocken, vorindustriellen Bebauung der Innenstadt | 094 15539          | Baudenkmal                   | Wohn- und Geschäftshaus |
| Schmeerstraße 25 (Karte)                                                             | Wohnhaus                                 | Erbaut 1577/78, sehr schmaler und hoher dreistöckiger Fachwerkbau mit stark auskragendem Obergeschoss, Zwerchhaus mit reichem Zierfachwerk, zur spätmittelalterlich-frühneuzeitlichen Bebauung der Altstadt gehörend | 094 05013          | Baudenkmal                   | Weitere Bilder          |
| Schmeerstraße 26 (Karte)                                                             | Wohn- und Geschäftshaus                  | Erbaut wohl 17. Jahrhundert oder älter, traufständiger Putzbau, schlichte Fassade mit einfach profilierten Kranzgesimsen und Fenstergewänden, Zeugnis der vorindustriellen Bebauung der Innenstadt, später umgebaut | 094 15536          | Baudenkmal                   | Wohn- und Geschäftshaus |
| Schmeerstraße 27 (Karte)                                                             | Wohn- und Geschäftshaus                  | Erbaut Ende des 18. Jahrhunderts, viergeschossiger Putzbau mit Kastenerker, schlichte Fassade mit einfach profilierten Kranzgesimsen und Fenstergewänden, Zeugnis der vorindustriellen Bebauung der Innenstadt | 094 05016          | Baudenkmal                   | Wohn- und Geschäftshaus |
| Schmeerstraße 28 (Karte)                                                             | Wohn- und Geschäftshaus                  | Erbaut 1901, repräsentativer viergeschossiger Ziegelbau mit polygonalem, helmbekrönten Mittelerker; reicher Stuckdekor in floralen Jugendstilformen, Architekten Albert und Ernst Giese | 094 13266          | Baudenkmal                   | Wohn- und Geschäftshaus |
| Schülershof 11a (Karte)                                                              | Wohnhaus                                 | | 094 97046          | Baudenkmal                   | Wohnhaus                |
| Schülershof 12 (Karte)                                                               | Verwaltungsgebäude                       | Erbaut 1935–1938 als Staatliche Kreiskasse; großer, straßenbildbeherrschender, drei- bis viergeschossiger Putzbau, Beispiel für einen Funktionsbau im neubiedermeierlich-konservativen Heimatstil der Zwischenkriegszeit, Architekten Stöhr und Lüllwitz | 094 97047          | Baudenkmal                   | Verwaltungsgebäude      |
| Schulstraße 6 (Karte)                                                                | Wohnhaus                                 | | 094 56689          | Baudenkmal                   | Wohnhaus                |
| Schulstraße 7 (Karte)                                                                | Wohnhaus                                 | Erbaut im zweiten Drittel des 19. Jahrhunderts, spätklassizistischer Putzbau mit Mezzanin und Seitenrisalit, Fassadengliederung mittels ornamentalen Putzdekors im Fensterbereich und Lisenen, Ende des 19. Jahrhunderts umgebaut | 094 97048          | Baudenkmal                   | Wohnhaus                |
| Schulstraße 10 (Karte)                                                               | Wohnhaus                                 | Erbaut Ende des 19. Jahrhunderts, zweigeschossiger Ziegelbau mit Putzgliederung, Mezzanin, polygonaler Erker mit Dreiviertelsäulen, schlichter spätklassizistischer Fassadendekor | 094 80381          | Baudenkmal                   | Wohnhaus                |
| Steinbockgasse 12 (Karte)                                                            | Verwaltungsgebäude                       | siehe unter Schülershof 12 | 094 12158          | Baudenkmal                   | BW                      |
| Sternstraße 2 (Karte)                                                                | Wohn- und Geschäftshaus                  | Erbaut im letzten Viertel des 19. Jahrhunderts, dreigeschossiger, schlichter Ziegelbau mit Maßwerkfenstern im ersten Obergeschoss | 094 13468          | Baudenkmal                   | Weitere Bilder          |
| Sternstraße 3 (Karte)                                                                | Wohnhaus                                 | Erbaut Ende des 19. Jahrhunderts, ansehnlicher viergeschossiger Ziegelbau mit giebelbekröntem Eckrisalit, Stuckdekor aus Säulen und Giebeln sowie Diamantierung, Neurenaissance | 094 13259          | Baudenkmal                   | Wohnhaus                |
| Sternstraße 4 (Karte)                                                                | Wohnhaus                                 | Erbaut Ende des 19. Jahrhunderts, viergeschossiger, mit zweifarbigen Klinkern, keramischen Formsteinen und figürlichem Stuckdekor interessant gestalteter Ziegelbau, Neurenaissance | 094 13258          | Baudenkmal                   | Wohnhaus                |
| Sternstraße 5 (Karte)                                                                | Wohn- und Geschäftshaus                  | Erbaut im letzten Viertel des 19. Jahrhunderts, viergeschossiger Backsteinbau, übergiebelter Mittelerker, mit Fassadendekor in Anlehnung an den Spätklassizismus | 094 13257          | Baudenkmal                   | Wohn- und Geschäftshaus |
| Sternstraße 6 (Karte)                                                                | Wohnhaus                                 | Erbaut 1880/1890er Jahre, viergeschossiger Ziegelbau mit überaus reichen Stuckgliederungen, seltenes Beispiel einer formenprächtigen Gründerzeitfassade im Stil des Neurokoko | 094 11617          | Baudenkmal                   | Weitere Bilder          |
| Sternstraße 7 (Karte)                                                                | Wohnhaus                                 | Erbaut Ende des 19. Jahrhunderts, repräsentativer viergeschossiger Ziegelbau mit aufwändig gestaltetem Stuckdekor im Fensterbereich, Neurenaissance | 094 13256          | Baudenkmal                   | Wohnhaus                |
| Sternstraße 8 (Karte)                                                                | Wohnhaus                                 | Erbaut 1891, breitgelagerter, viergeschossiger Ziegelbau in markanter Ecklagemit mit Eckerkern, Putzgliederung in reichen, klassizistisch geprägten Jugendstilformen | 094 13466          | Baudenkmal                   | Weitere Bilder          |
| Sternstraße 9 (Karte)                                                                | Wohnhaus                                 | Erbaut Ende des 19. Jahrhunderts, viergeschossiger Ziegelbau mit Putzgliederung, Seitenrisalit durch Segmentbogen- und Dreiecksgiebel besonders betont | 094 13465          | Baudenkmal                   | Wohnhaus                |
| Sternstraße 10 (Karte)                                                               | Wohnhaus                                 | Erbaut 1896, repräsentativer viergeschossiger Ziegelbau, giebelbekrönter Mittelrisalit, Stilelemente in Annäherung an die Neurenaissance | 094 13464          | Baudenkmal                   | Wohnhaus                |
| Sternstraße 11 (Karte)                                                               | Wohnhaus                                 | Erbaut Ende des 19. Jahrhunderts, stattlicher, viergeschossiger, breitgelagerter Ziegelbau mit giebelbekröntem Mittelrisalit, Neurenaissance | 094 13463          | Baudenkmal                   | Wohnhaus                |
| Sternstraße 12 (Karte)                                                               | Wohnhaus                                 | Erbaut Ende des 19. Jahrhunderts, repräsentativer viergeschossiger Ziegelbau mit reichem plastischen Stuckdekor aus Pilastern, Porträtköpfen und Giebeln im Fensterbereich, Neurenaissance | 094 13470          | Baudenkmal                   | Weitere Bilder          |
| Sternstraße 13 (Karte)                                                               | Wohnhaus                                 | Erbaut Ende des 19. Jahrhunderts, ansehnlicher viergeschossiger Ziegelbau, in den Bogenfeldern der Fenster neubarocker Stuckdekor | 094 13469          | Baudenkmal                   | Weitere Bilder          |
| Sternstraße 14 (Karte)                                                               | Wohnhaus                                 | Erbaut 1891, imposanter, viergeschossiger Ziegelbau in Ecklage, Eckerker und Fensterbereiche mit prächtigem figuralen und floralen Stuckdekor, Neubarock, bedeutsam im Ensemble des Kleinen Berlins | 094 13260          | Baudenkmal                   | Weitere Bilder          |
| Talamtstraße 5 (Karte)                                                               | Wohn- und Geschäftshaus                  | Erbaut 1888, viergeschossiger Ziegelbau mit Putzgliederung in Ecklage, mit Mittelerker und repräsentativem eklektizistischem Fassadendekor in Anlehnung an Renaissance- und Barockformen | 094 13177          | Baudenkmal                   | Wohn- und Geschäftshaus |
| Talamtstraße 6 (Karte)                                                               | Wohn- und Geschäftshaus                  | Erbaut ca. 1890, viergeschossiger Putzbau in Ecklage in üppigen neubarocken Formen, polygonaler Turmerker mit Zwiebelhelm | 094 13103          | Baudenkmal                   | Wohn- und Geschäftshaus |
| Talamtstraße 7 (Karte)                                                               | Wohn- und Geschäftshaus                  | Erbaut Ende des 19. Jahrhunderts, viergeschossiger Putzbau in reichen Neurenaissanceformen | 094 13202          | Baudenkmal                   | Wohn- und Geschäftshaus |
| Talamtstraße 9 (Karte)                                                               | Wohnhaus                                 | Ehemaliges Restaurant „Zur Handelsbörse“, im Kern 16. Jahrhundert, stattlicher dreigeschossiger Putzbau über unregelmäßig trapezförmigem Grundriss, Fenstergewände der Renaissance auf der Südseite, biedermeierlich-klassizistische Fassadengestaltung des mittleren 19. Jahrhunderts                                                                         | 094 05070          | Baudenkmal                   | Weitere Bilder          |
| Universitätsplatz 2 (Karte)                                                          | Wohnhaus                                 | Erbaut 1910, viergeschossiger Putzbau in straßenbildprägender Ecklage mit Erkern und großem Giebel, schlichter Jugendstildekor | 094 14111          | Baudenkmal                   | Wohnhaus                |
| Universitätsplatz 6 (Karte)                                                          | Wohnhaus                                 | Erbaut 1876/1877, Putzbau in platzbildprägender Ecklage, Fassadengliederung mit kolossaler Säulenstellung ionischer Ordnung, innen reiche Holz- und Stuckdecken mit Malereien | 094 13241          | Baudenkmal                   | Wohnhaus                |
| Universitätsplatz 7 (Karte)                                                          | Ackerbürgerhof                           | Ehemaliges Vorwerk des Barfüßerklosters, stattlicher zweigeschossiger Putzbau mit großer Tordurchfahrt, im Kern 16. Jahrhundert, spätere Umbauten | 094 05088          | Baudenkmal                   | Ackerbürgerhof          |
| Universitätsplatz 9 (Karte)                                                          | Universitätsgebäude                      | Melanchthonianum, erbaut 1900–1903, platzbildbeherrschender vier- bis fünfgeschossiger Putzbau mit flachem Walmdach, reicher Bauschmuck in spätklassizistischen Formen, für die Entstehungszeit ungewöhnlich prächtiger und in der Wiederaufnahme klassizistischer Gestaltungselemente ausgesprochen konservativer Bau, Architekten Georg Thür und Hans Stever | 094 12401          | Baudenkmal                   | Weitere Bilder          |
| Universitätsplatz 10 (Karte)                                                         | Universitätsgebäude                      | | 094 13067          | Baudenkmal                   | BW                      |
| Universitätsplatz 10a (Karte)                                                        | Thomasianum                              | erbaut 1910/1911, dreigeschossiger platzbildprägender Putzbau mit klassizistisch strenger, rasterartig aufgelöster Fassadengliederung, sparsamer Jugendstildekor, Architekt Robert Huber | 094 05087          | Baudenkmal                   | Weitere Bilder          |
| Universitätsplatz 11 (Karte)                                                         | Universitätsgebäude („Löwengebäude“)     | Hauptgebäude der MLU, erbaut 1832–1834, bedeutendes Bauwerk in der Nachfolge des Berliner Klassizismus Schinkel’scher Prägung, Architekten Ernst Friedrich Zwirner, Wilhelm Heinrich Matthias, August Stapel | 094 12251          | Baudenkmal                   | Weitere Bilder          |
| Universitätsplatz 12 (Karte)                                                         | Universitätsgebäude                      | Robertinum, erbaut 1889–1891, archäologisches Museum der Universität, bedeutender spätklassizistischer Bau in der Tradition der Schinkel’schen Antiken-Rezeption, Architekten Carl Hagemann und Otto Kilburger | 094 05090          | Baudenkmal                   | Weitere Bilder          |
| Universitätsring (Karte)                                                             | Denkmal                                  | Sandsteinbüste des Komponisten Robert Franz, 1903 von Fritz Schaper | 094 05092          | Baudenkmal                   | Weitere Bilder          |
| Universitätsring, gegenüber dem Kaulenberg (Karte)                                   | Denkmal                                  | Betsäule von Halle | 094 05103          | Baudenkmal                   | Weitere Bilder          |
| Universitätsring, Ecke Große Ullrichstraße und Geiststraße (Karte)                   | Transformatorenstation                   | Transformatorenstation; 1928 von Stadtbaurat Wilhelm Jost | 094 15224          | Baudenkmal                   | Transformatorenstation  |
| Universitätsring 2 (Karte)                                                           | Villa                                    | Erbaut 1840, dreiseitig freistehender, zweigeschossiger, hochrepräsentativer Putzbau mit flachem Walmdach in platzbildprägender Ecklage, spätklassizistische Fassade, umgebaut mit Fassadenneugestaltung 1882, Architekt H. Walter | 094 96879          | Baudenkmal                   | Weitere Bilder          |
| Universitätsring 3 (Karte)                                                           | Bankgebäude                              | Erbaut 1859, dreigeschossiger Putzbau mit Seitenrisalit, in den 1930er Jahren verändert, eine der harmonischsten Schöpfungen des Spätklassizismus in Halle | 094 05093          | Baudenkmal                   | Bankgebäude             |
| Universitätsring 4 (Karte)                                                           | Wohnhaus                                 | Erbaut ca. 1860/70, klassizistischer Putzbau mit flachem Walmdach und Mittelrisalit mit skulptiertem Giebel | 094 05094          | Baudenkmal                   | Wohnhaus                |
| Universitätsring 5 (Karte)                                                           | Hotel                                    | Universitätsmensa Burse zur Tulpe, ehemaliges Hotel „Zur Tulpe“, Hotelbau um 1860 entstanden, grundlegende Erweiterung 1897, Umbau 1907, Umbau zur akademischen Speiseanstalt 1919, erneuter Umbau 1929 | 094 05095          | Baudenkmal                   | Weitere Bilder          |
| Universitätsring 6 (Karte)                                                           | Bankgebäude                              | Ehemalige Preußische Lebensversicherungs AG, erbaut 1890–1892, unter den neubarocken Repräsentationsbauten Halles das prunk- und städtebaulich wirkungsvollste Gebäude | 094 05096          | Baudenkmal                   | Weitere Bilder          |
| Universitätsring 7 (Karte)                                                           | Wohn- und Geschäftshaus                  | Erbaut 1881, spätklassizistischer Putzbau mit reich gegliederter Fassade, im zweiten Obergeschoss Arkadenfenster mit ionischen Halbsäulen und korinthischen Pilastern | 094 05097          | Baudenkmal                   | Wohn- und Geschäftshaus |
| Universitätsring 8 (Karte)                                                           | Wohn- und Geschäftshaus                  | Erbaut 1899, bemerkenswerter viergeschossiger Jugendstilbau, in den Brüstungsfeldern eigenwilliges geometrisches Spritzputzornament, Hofgebäude mit Loggien, Architekt Willy Assmann | 094 05098          | Baudenkmal                   | Wohn- und Geschäftshaus |
| Universitätsring 9 (Karte)                                                           | Wohn- und Geschäftshaus                  | Erbaut um 1890, Putzbau mit Mittelerker und mansarddachgedeckten Flankentürmen im Stil des französischen Barockklassizismus des 17. Jahrhunderts | 094 05099          | Baudenkmal                   | Wohn- und Geschäftshaus |
| Universitätsring 10 (Karte)                                                          | Wohn- und Geschäftshaus                  | Erbaut ca. 1890, repräsentativer viergeschossiger Ziegelbau in Neurenaissanceformen | 094 05100          | Baudenkmal                   | Wohn- und Geschäftshaus |
| Universitätsring 11 (Karte)                                                          | Wohn- und Geschäftshaus                  | Erbaut ca. 1870, spätklassizistischer Putzbau mit Rundbogenfenstern und feinem Fassadenstuck | 094 05101          | Baudenkmal                   | Wohn- und Geschäftshaus |
| Universitätsring 12 (Karte)                                                          | Wohnhaus                                 | Erbaut ca. 1890, Ziegelbau in straßenbildprägender Ecklage mit Eckerker und reich stuckierter, neubarocker Fassade | 094 04436          | Baudenkmal                   | Wohnhaus                |
| Universitätsring 13 (Karte)                                                          | Wohnhaus                                 | Erbaut im letzten Drittel des 19. Jahrhunderts, schlichter zweigeschossiger Putzbau, ehemals Alte Promande 13; später Eigentum und Wohnsitz von Felix Graf von Luckner, der als einer der „Retter von Halle“ gefeiert wurde, die am 16. April 1945 durch die kampflose Übergabe der Stadt Halle vor der Zerstörung retteten                                    | 094 97086          | Baudenkmal                   | Wohnhaus                |
| Universitätsring 19, 20 (Karte)                                                      | Wohnhaus                                 | Erbaut 1905, zweigeschossiger Putzbau mit großem Schweifgiebel, schweifhaubenbekröntem Treppenturm und polygonalen Erker, Jugendstil | 094 05102          | Baudenkmal                   | Wohnhaus                |
| Universitätsring 21, Weidenplan 22, 23, 24 (Karte)                                   | Schule                                   | Weidenplan-Schule, ehemalige Städtische Höhere Mädchenschule, Flügel am Unterberg in schlichtem Rundbogenstil mit flachen Seitenrisaliten (erbaut 1884, erweitert 1889), der Erweiterungsbau von 1906 am Weidenplan in barockisierenden Jugendstilformen | 094 14071          | Baudenkmal                   | Schule                  |
| Universitätsring 25 (Karte)                                                          | Theater                                  | Opernhaus Halle, ehemaliges Stadttheater | 094 08812          | Baudenkmal                   | Weitere Bilder          |
| Waisenhausring (Karte)                                                               | Toilettenhaus                            | | 094 70891          | Baudenkmal                   | BW                      |
| Waisenhausring 1a (Karte)                                                            | Wohn- und Geschäftshaus                  | Erbaut in den 1880er/1890er Jahren, Backsteinbau mit zweiachsigem Mittelerker, dreiecksgiebelbekrönten Seitenrisaliten und Pilastern in kolossalem Rundbogenstil | 094 13157          | Baudenkmal                   | Wohn- und Geschäftshaus |
| Waisenhausring 2 (Karte)                                                             | Saalbau                                  | Erbaut 1885, ehemalige Getreide- und Produktenbörse, aufwändiges Fassadenbild mit großen Rundbogenfenstern und kolossaler Pilaster- und Säulengliederung im Stil der Neurenaissance, Architekt Friedrich Thierichens | 094 13152          | Baudenkmal                   | Saalbau                 |
| Waisenhausring 3 (Karte)                                                             | Wohn- und Geschäftshaus                  | Erbaut 1893, ehemaliges Atelier- und Wohnhaus des entwerfenden Architekten Gustav Zimmermann, repräsentativ und aufwändig gestalteter Ziegelbau mit Kastenerker, reicher barockisierender Jugendstildekor aus Atlanten und Stuckfriesen | 094 05118          | Baudenkmal                   | Wohn- und Geschäftshaus |
| Waisenhausring 7 (Karte)                                                             | Wohn- und Geschäftshaus                  | Erbaut um 1880, repräsentativer, mehrfarbiger Ziegelbau mit Segment- und Rundbogenfenstern, ausgeprägter Gesimszone und reichem Formsteindekor, qualitätsvolles und aufwändig ausgeführtes Beispiel für die historisierende Ziegelarchitektur in Halle mit Anklängen an italienische Palazzi der Renaissance                                                   | 094 05119          | Baudenkmal                   | Wohn- und Geschäftshaus |
| Waisenhausring 9 (Karte)                                                             | Wohnhaus                                 | Erbaut in den 1880er/1890er Jahren, schlichter Ziegelbau mit Mezzanin und Erker in Ecklage, repräsentative Putzgliederung in Neurenaissanceformen | 094 13054          | Baudenkmal                   | Wohnhaus                |
| Waisenhausring 10, 11, 12 (Karte)                                                    | Stadtmauer                               | Ca. 7 Meter hoher und 50 Meter langer Rest der im frühen 19. Jahrhundert abgebrochenen mittelalterlichen Stadtbefestigung mit Schalenturm, am westlichen Ende mit hohem dreigeschossigem Fachwerkhaus überbaut, beides erbaut 18. Jahrhundert | 094 05123          | Baudenkmal                   | Weitere Bilder          |
| Waisenhausring 13 (Karte)                                                            | Schule                                   | „Alte Volksschule“, 1859 erbaut, heute Berufsbildende Schulen IV „Friedrich List“ | 094 97115          | Baudenkmal                   | Schule                  |

### Kleindenkmale
| Lage                                                        | Bezeichnung | Beschreibung | Erfassungs- nummer | Ausweisungsart | Bild           |
| ----------------------------------------------------------- | ----------- | --- | ------------------ | -------------- | -------------- |
| Alter Markt (Karte)                                         | Brunnen     | Eselsbrunnen | 094 04549          | Kleindenkmal   | Weitere Bilder |
| Kleine Klausstraße 2 (Karte)                                | Hauszeichen | Barockes Hauszeichen (Schwan) mit Inschrift von 1658: Diß Hauß stehet In Gottes Handt. Zum Guldnen Schwan Ist es genand | 094 04781          | Kleindenkmal   | Hauszeichen    |
| Standort: Schülershof, Nähe Commerzbank, Marktplatz (Karte) | Skulptur    | Der Schauende von Herbert Volwahsen, 1948, Bronze | 094 71048          | Kleindenkmal   | Weitere Bilder |
| Marktplatz (Karte)                                          | Denkmal     | Händel-Denkmal | 094 04853          | Kleindenkmal   | Weitere Bilder |
| Marktplatz 2                                                | Gedenktafel | Gedenktafel mit der Inschrift Den Stadtverordneten zum Gedenken, die im Kampf gegen den Faschismus ihr Leben lassen mußten, Ernst Eckstein KPD 1876-1945, Otto Kilian KPD 1879-1945, Emil Lange SPD 1891 bis 1945, Kurt Taatz SPD 1891-1945, Kurt Wabbel KPD 1901-1944, enthüllt am 7. Oktober 1965, ist jedoch am Gebäude nicht aufzufinden (Mai 2016) | 094 96940          | Kleindenkmal   |                |
| Sternstraße 14 (Karte)                                      | Gedenktafel | | 094 97057          | Kleindenkmal   | Gedenktafel    |

## Ehemalige Kulturdenkmale nach Ortsteilen
Die nachfolgenden Objekte waren ursprünglich ebenfalls denkmalgeschützt oder wurden in der Literatur als Kulturdenkmale geführt. Die Denkmale bestehen heute jedoch nicht mehr, ihre Unterschutzstellung wurde aufgehoben oder sie werden nicht mehr als Denkmale betrachtet.

### Altstadt
| Lage                                                                | Bezeichnung             | Beschreibung | Erfassungs- nummer | Ausweisungsart | Bild                    |
| ------------------------------------------------------------------- | ----------------------- | --- | ------------------ | -------------- | ----------------------- |
| Brüderstraße 3 (Karte)                                              | Parabelhaus             | Dreigeschossiger Putzbau, während des Zweiten Weltkrieges 1945 zerstört. |                    |                | BW                      |
| Große Steinstraße 82 (Karte)                                        | Bürgerhaus              | Viergeschossiges barockes Bürgerhaus, errichtet 1707, während des Zweiten Weltkriegs 1945 zerstört. |                    |                | BW                      |
| Gustav-Anlauf-Straße 2, Leipziger Straße 5 (Karte)                  | Wohn- und Geschäftshaus | Bei Umbauarbeiten erfolgten Veränderungen, die zum Verlust der Denkmaleigenschaft führten. 2016 wurde das Wohnhaus aus dem Denkmalverzeichnis ausgetragen. | 094 13209          | Baudenkmal     | BW                      |
| Hallorenring 7 (Karte)                                              | Wohn- und Geschäftshaus | Durch fortgeschrittenen Verfall ging die Denkmaleigenschaft verloren. Im Jahr 2015 wurde das Gebäude aus dem Denkmalverzeichnis ausgetragen. | 094 13166          | Baudenkmal     | Wohn- und Geschäftshaus |
| Kleine Ulrichstraße 37 (Karte)                                      | Zur Schützei            | Wohnhaus, erbaut im 18. Jahrhundert, benannt wohl nach dem Besitzer Schütze, dem es um 1840 gehörte; Putzbau mit Zwerchhaus, große Tordurchfahrt mit profiliertem Gewände, das Gebäude wurde vor dem Jahr 2015 abgerissen und 2015 aus dem Denkmalverzeichnis ausgetragen. Später erfolgte eine Neubebauung des Grundstücks. | 094 04797          | Baudenkmal     | BW                      |
| Kleiner Sandberg 22 (Karte)                                         | Portal                  | Sitznischenportal aus dem Jahr 1601, während des Zweiten Weltkriegs 1945 zerstört. |                    |                | BW                      |
| Leipziger Straße 31 (Karte)                                         | Wohn- und Geschäftshaus | Erbaut 1870er Jahre, dreigeschossiger Ziegelbau mit Mezzanin, schlichte spätklassizistische Fassade. Nach Verlust der Denkmaleigenschaft 2019 aus dem Denkmalverzeichnis ausgetragen. | 094 13273          | Baudenkmal     | Wohn- und Geschäftshaus |
| Leipziger Straße 85a Eckbau Waisenhausring/Leipziger Straße (Karte) | Geschäftshaus           | Bei Bauarbeiten im Zuge von Instandsetzungsmaßnahmen ohne Benachrichtigung der Denkmalschutzbehörde erfolgten Veränderungen, die zum Verlust der Denkmaleigenschaft führten. 2015 wurde das Wohnhaus aus dem Denkmalverzeichnis ausgetragen. Das Gebäude ist jedoch weiterhin Bestandteil eines Denkmalbereichs.             | 094 11637          | Baudenkmal     | BW                      |
| Marktplatz (Karte)                                                  | Rathaus                 | Rathaus, ab 1312 errichtet, am 31. März 1945 bei einem Luftangriff bis auf einen barocken Flügel zerstört, Ruine im Jahr 1948 abgerissen. |                    |                | Rathaus                 |
| Marktplatz                                                          | Waage                   | In den Jahren 1573 bis 1575 errichtete Ratswaage, 1945 im Zweiten Weltkrieg zerstört, Ruine später abgerissen. |                    |                |                         |
| Mittelstraße 5 (Karte)                                              | Wohnhaus                | Wohnhaus Nach dem es nicht mehr vorhanden war, wurde es 2023 aus dem Denkmalverzeichnis gestrichen. | 094 04877          | Baudenkmal     | BW                      |

## Legende
In den Spalten befinden sich folgende Informationen:
- Lage: Nennt den Straßennamen und wenn vorhanden die Hausnummer des Kulturdenkmals. Die Grundsortierung der Liste erfolgt nach dieser Adresse. Der Link „Karte“ führt zu verschiedenen Kartendarstellungen und nennt die geographischen Koordinaten.
Link zu einem Kartenansichtstool, um Koordinaten zu setzen. In der Kartenansicht sind Baudenkmale ohne Koordinaten mit einem roten bzw. orangen Marker dargestellt und können in der Karte gesetzt werden. Baudenkmale ohne Bild sind mit einem blauen bzw. roten Marker gekennzeichnet, Baudenkmale mit Bild mit einem grünen bzw. orangen Marker.
- Offizielle Bezeichnung: Nennt den Namen, die Bezeichnung oder zumindest die Art des Kulturdenkmals und verlinkt, soweit vorhanden, auf den Artikel zum Objekt.
- Beschreibung: Nennt bauliche und geschichtliche Einzelheiten des Kulturdenkmals, vorzugsweise die Denkmaleigenschaften.
- Erfassungsnummer: Für jedes Kulturdenkmal wird in Sachsen-Anhalt eine 20stellige Erfassungsnummer vergeben. Die letzten zwölf Ziffern werden für die Untergliederung nach Teilobjekten genutzt und werden nur angegeben, soweit vergeben. In dieser Spalte kann sich folgendes Icon  befinden, dies führt zu Angaben zu diesem Baudenkmal bei Wikidata.
- Ausweisungsart: Die Einordnung des Denkmales nach § 2 Abs. 2 DenkmSchG LSA
- Bild: Ein Bild des Denkmales, und gegebenenfalls einen Link zu weiteren Fotos des Kulturdenkmals im Medienarchiv Wikimedia Commons. Wenn man auf das Kamerasymbol klickt, können Fotos zu Kulturdenkmalen aus dieser Liste hochgeladen werden: